# X-Files : Aux frontières du réel
Pour les articles homonymes, voir The X-Files et Aux frontières du réel.
X-Files : Aux frontières du réel (The X-Files), également connue sous les titres Aux frontières du réel (saisons 1 et 2), The X-Files : Aux frontières du réel (saisons 2 à 9), Aux frontières du réel (version remastérisée des saisons 1 à 9) et X-Files (saisons 10 et 11), est une série télévisée américaine de science-fiction en 218 épisodes de 43 minutes, fondée par Chris Carter et diffusée entre le 10 septembre 1993 et le 21 mars 2018 sur le réseau Fox.
La série décrit les différentes enquêtes des agents spéciaux du FBI Fox Mulder et Dana Scully sur des dossiers classés X (« X-Files »), des affaires non résolues impliquant des phénomènes paranormaux, et la quête de Mulder visant à retrouver sa sœur, Samantha Mulder, disparue dans de mystérieuses circonstances lorsqu’elle était plus jeune.
La série est dans un premier temps diffusée entre septembre 1993 et mai 2002, avec la diffusion de neuf saisons pour un total de 202 épisodes. En parallèle, l'univers de la série s'étend, avec notamment le film The X-Files: Fight the Future en 1998 qui se déroule entre les cinquième et sixième saisons, une série dérivée diffusée en 2001 qui est centrée sur le trio The Lone Gunmen, ainsi que divers livres, comics et jeux vidéo. La série fait également partie de l'univers de la série Millennium (1996-1999), avec la diffusion en 1999 d'un épisode crossover. En 2008, un second film sort au cinéma, The X-Files: I Want to Believe. En 2016, la série fait son retour (en) avec la diffusion d'une dixième saison, qui sera suivie en 2018 par une onzième.
En France, la série a été diffusée à partir du 12 juin 1994 jusqu'en 2003 sur M6, puis rediffusée en 2008 sur Paris Première, de 2009 à 2010 sur Jimmy, de 2009 à 2013 sur NRJ 12, et en 2013 sur Chérie 25. Elle est rediffusée à partir de 2018 sur AB1 et à partir de 2019 sur RTL9. Au Québec, la série l’a été à partir du 24 janvier 1995 sur TQS (saisons 1 à 6), sur Ztélé à partir de septembre 2001 (saisons 6 à 9) et sur la chaîne Max (saison 10). En Belgique, la série a été diffusée sur RTL-TVI dès la fin de septembre 1993, à l'exception de la dernière saison qui a été diffusée sur une chaîne du même groupe, Plug TV. En Suisse, en juin 1994 la série a été diffusée dans son intégralité sur RTS Un et Deux. Au Luxembourg la série a été diffusée sur RTL TV pendant les 8 épisodes sur 2 épisodes du 23 octobre au 13 novembre 1993. RTL-TVI et RTL TV puis TQS et M6 ont diffusé les premières saisons sous le titre Aux frontières du réel puis X-Files : Aux frontières du réel. Les nouveaux épisodes ont été diffusés sur M6 à partir du 25 février 2016, puis rediffusés sur Paris Première et MCM en 2020. Depuis février 2021 toutes les saisons, ainsi que les deux films dérivés, sont disponibles sur la plateforme en ligne de vidéo à la demande Disney+.[pertinence contestée]

## Synopsis
Les agents spéciaux du FBI Fox Mulder (David Duchovny) et Dana Scully (Gillian Anderson) sont les enquêteurs travaillant sur des dossiers non classés (les « X-Files »), des affaires non résolues impliquant des phénomènes paranormaux. Mulder croit en l'existence des extraterrestres et au paranormal, alors que Scully, médecin et plus sceptique, est affectée pour faire des analyses scientifiques sur les découvertes de Mulder, afin de l’amener à revenir vers des conclusions habituelles du FBI. Au cours de ces enquêtes, ils seront confrontés à des monstres, des événements surnaturels, des conspirations et des phénomènes ayant un lien avec les extraterrestres, présentés comme étant à l'origine de l'enlèvement de la sœur de Mulder, Samantha. Au début de la série, les deux agents deviennent des pions dans un conflit plus vaste, et sont amenés à ne faire confiance qu'à eux-mêmes. Ils développent une relation étroite qui débute par une amitié platonique, puis évolue au fil des saisons, tout cela sous l’œil constamment menaçant de l'inquiétant homme à la cigarette.
Cette série oppose en permanence le normal et le paranormal, le possible et l'impossible, le naturel et le surnaturel, le réel et l'irréel, grâce au scepticisme de Scully et à l'irrationalisme de Mulder.

## Production

### Développement

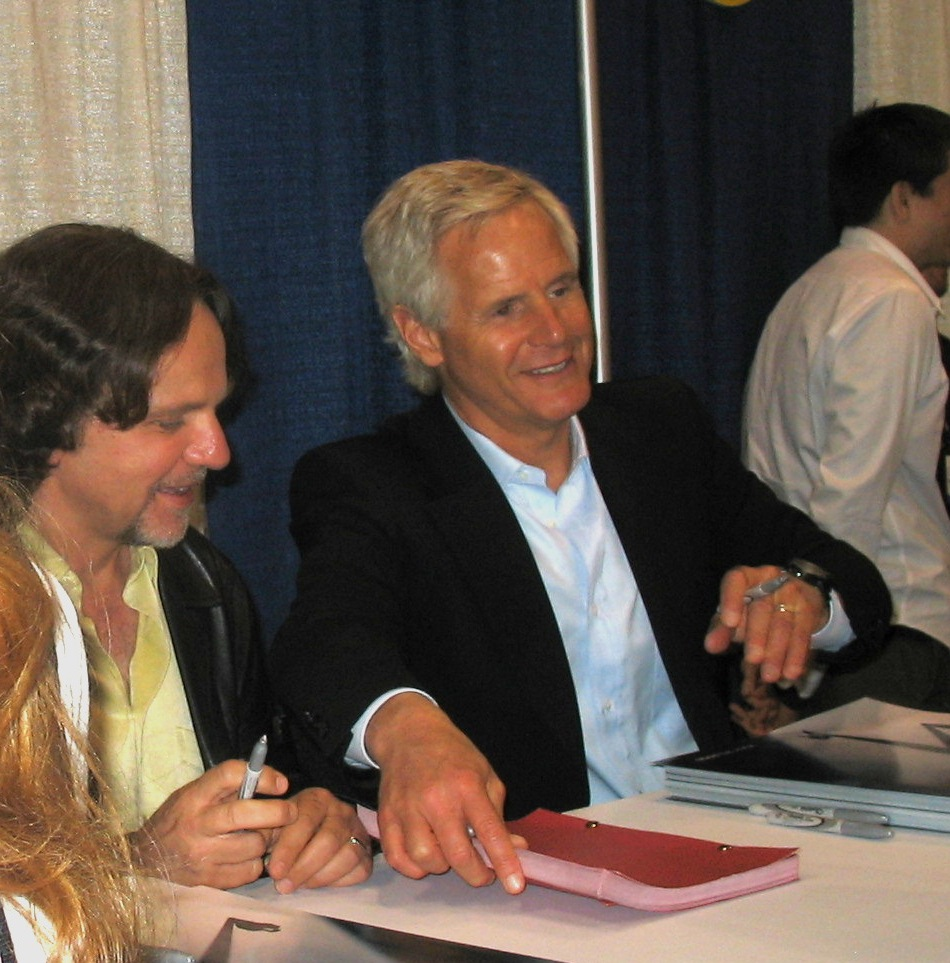
Chris Carter, créateur de la série.

Au début des années 1990, Chris Carter est engagé par la Fox pour développer de nouvelles séries télévisées. En 1992, lors d'un dîner avec Peter Roth (président des productions télévisées de la Fox à cette époque), Carter lui propose l’idée de X-Files ; il lui explique qu'il souhaite créer une version moderne de la série Dossiers brûlants, qui était l'une de ses séries préférées,. Au fur et à mesure que le projet avance, Carter ajoute de nouveaux détails, notamment après avoir vu un agent du FBI interviewé dans l’émission du célèbre Larry King, qui enquêtait sur le culte satanique. C’est ainsi que l’idée d’introduire le FBI dans le scénario lui est venue.
La série a été proposée deux fois à la Fox avant d'être acceptée par la chaîne, qui souhaite néanmoins que l'héroïne soit pulpeuse et sexy. Selon les producteurs, Gillian Anderson n’était pas assez connue, pas assez grande ni assez blonde pour pouvoir jouer le rôle, mais Chris Carter les a convaincus de la garder pour ce rôle.

### Attribution des rôles
|                                                    |  |                                                       |
| David Duchovny, qui interprète l’agent Fox Mulder. |  | Gillian Anderson, qui interprète l’agent Dana Scully. |

Trois ans avant X-Files, David Duchovny travaillait à Los Angeles, et voulait d’abord consacrer sa carrière au cinéma. Mais en 1993, son agent artistique Mélanie Green lui a donné le script pour l'épisode pilote de la série. Ils étaient tous deux convaincus que c'était un bon scénario, alors Duchovny a décidé de passer une audition pour le rôle de Fox Mulder.
Lorsqu’il a auditionné la première fois, c’était « impressionnant », mais il parlait assez lentement, et en début d’audition, Chris Carter pensait que Duchovny n'était pas assez « brillant » pour le rôle. Malgré tout, il est allé le voir et lui a demandé s’il pouvait « par pitié » s’imaginer comme un agent du FBI la semaine suivante. Le directeur de casting de la série a été très positif à son égard. Selon Carter, Duchovny s’est avéré être l’un des meilleurs acteurs qu’il connaissait.
Carter se rappelle avoir été contractuellement obligé de proposer à la Fox au moins deux acteurs pour le rôle, mais il était confiant concernant Duchovny. Il savait dès le départ que c’était le meilleur choix. Après avoir obtenu le rôle, Duchovny pensait que la série ne durerait pas longtemps, ou qu’il n’y aurait pas beaucoup d’impact. Scénariste de plusieurs épisodes, Duchovny réalise un épisode des saisons six, sept et neuf : The Unnatural, Hollywood A.D. et William.
Gillian Anderson a obtenu le rôle de Dana Scully grâce à l’insistance de Carter, qui disait qu’elle serait parfaite pour le rôle. Mais, au début, les dirigeants de la Fox étaient réticents face à cette inconnue au physique inhabituel à la télévision et voulaient une femme plus glamour, en espérant qu’il y aurait une dimension amoureuse dans la série. Cela a conduit Carter à insister sur le fait qu’il ne voulait pas que Mulder et Scully aient une relation, en citant le lien entre les personnages principaux dans la série Clair de lune en tant qu’exemple à éviter. Dès le début de la série, Anderson a défini ses premiers travaux sur la série comme « une expérience d'apprentissage complète pour moi — le pilote était seulement le deuxième moment que je passais en face d'une caméra ». Elle réalise l'épisode all things de la septième saison. Enceinte à la fin de la première saison, elle a failli être remplacée par Winona Ryder.

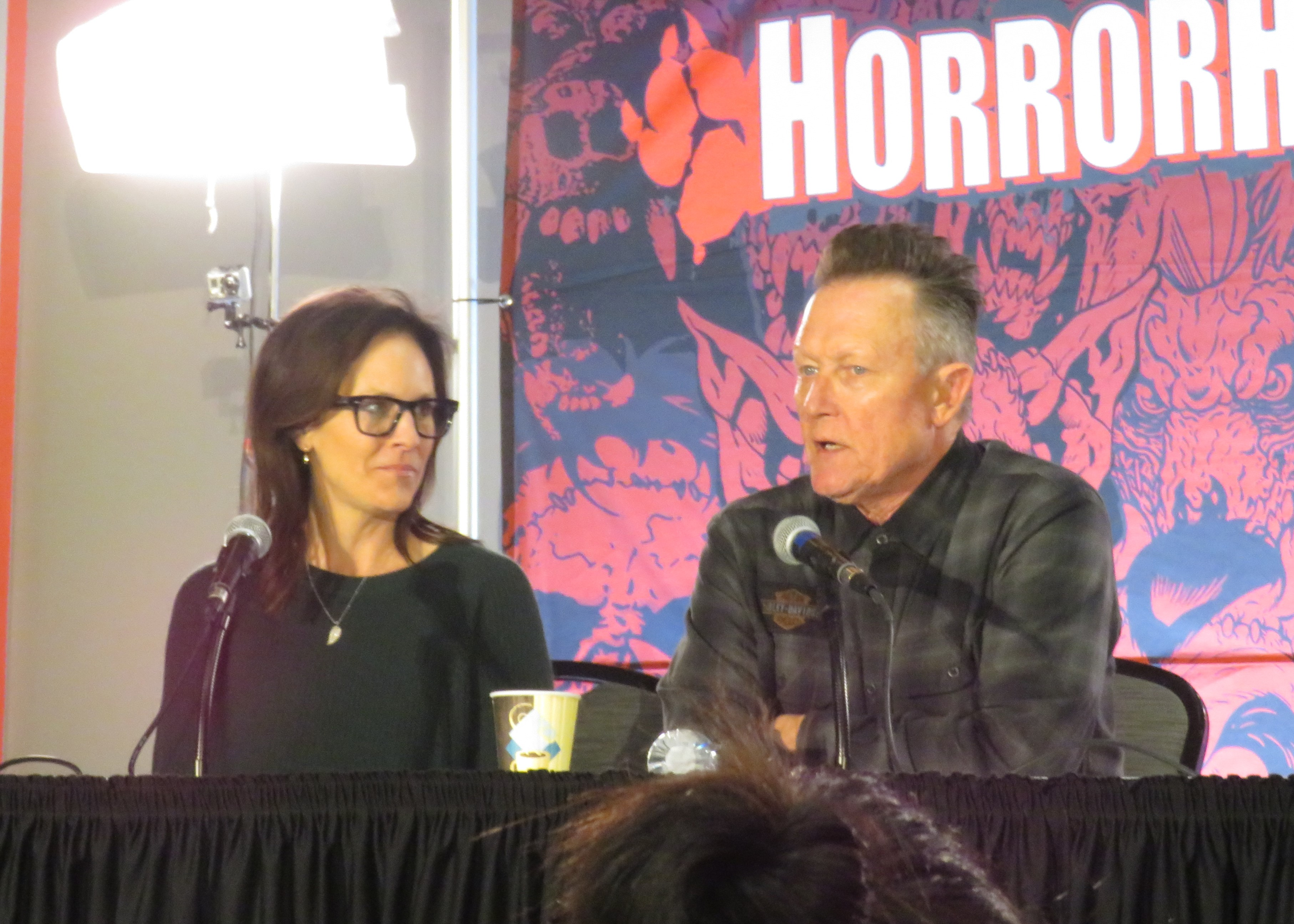
Annabeth Gish et Robert Patrick, nouveau duo de la neuvième saison.

La série a aussi introduit le personnage de Walter Skinner, interprété par Mitch Pileggi, qui est devenu un personnage récurrent puis, plus tard, un personnage principal. Pileggi avait auditionné sans succès pour plusieurs autres personnages de la série avant qu’il n'auditionne pour le personnage de Skinner. Le fait qu'on lui ait demandé de revenir auditionner pour le rôle l'avait d'abord rendu perplexe, jusqu'à ce qu'il découvre la raison pour laquelle il n’avait pas été choisi pour les autres personnages. Chris Carter avait été incapable d'imaginer Pileggi comme n'importe lequel de ces personnages, en raison du fait que l'acteur avait rasé sa tête…
Lorsque Pileggi a participé à l'audition de Walter Skinner, il était d'une humeur grincheuse et ses cheveux avaient légèrement repoussé. Le comportement de Pileggi correspondait bien au personnage de Skinner, et Carter présuma que l'acteur faisait semblant d'être grincheux. Après avoir obtenu le rôle, Pileggi réalisa sa chance de n'avoir été pris pour aucun des rôles précédents, qui lui auraient valu une seule apparition et ne lui auraient pas permis de jouer le rôle récurrent de Walter Skinner.
Avant la diffusion de la septième saison, Duchovny intente une action en justice contre la Fox, affirmant qu'elle avait sous-vendu les rediffusions de la série et ainsi réduit considérablement les redevances qu’il percevait, lui coûtant d'énormes sommes d'argent. Sans lien avec l'affaire, il déclare au magazine Entertainment Weekly que cette saison sera également sa dernière : « Autant j'aime la série, autant je pense que pour moi ce sera la fin. J'ai toujours pensé que cinq ans suffisaient. Sept ans suffisent assurément. ». L'acteur revient tout de même dans les deux premiers épisodes de la huitième saison, dans la seconde moitié de cette dernière, ainsi que dans le final de la neuvième saison, conclusion de la série à l'époque,,.
Pour compenser le semi-départ de Duchovny, les producteurs ont introduit l’agent spécial John Doggett, interprété par l’acteur Robert Patrick. Carter croyait alors que la série aurait pu encore continuer pendant une dizaine d’années, avec de nouvelles pistes. C’est ainsi que, pendant les deux dernières saisons, le générique change, afin d’y introduire le nouveau personnage et Skinner, qui est lui aussi devenu un personnage principal.
L'avenir de la série était incertain, car au cours des dernières saisons, la présence de John Doggett n’a fait que donner une légère poussée des audiences.

### Tournage
Le tournage de la série a débuté en mars 1993, à Vancouver au Canada. Les cinq premières saisons ont été tournées et produites là-bas, mais à partir de la 6e saison (1998), la série a été tournée à Los Angeles, au sud de la Californie sur la côte Pacifique. David Duchovny en serait la cause, souhaitant se rapprocher de sa famille. Gillian Anderson voulait aussi retourner aux États-Unis. Chris Carter a donc décidé de déplacer toute l’équipe de la série à Los Angeles après la 5e saison. La saison s’est terminée en mai 1998 avec l’épisode La Fin (The End), qui a été tourné à Vancouver et qui a réuni toute l’équipe ayant travaillé là-bas durant ces cinq saisons, incluant le directeur et producteur R. W. Goodwin et sa femme Sheila Larken (qui a joué et rejouera Margaret Scully),.
Avec le déménagement à Los Angeles, beaucoup de modifications ont eu lieu pendant la 6e saison, particulièrement en coulisse avec le changement de certains membres de l’équipe technique. La nouvelle cheffe décoratrice (Corey Kaplan), la monteuse (Lynne Willingham), le scénariste (David Amann), et le réalisateur/producteur (Michael Watkins) resteront pendant plusieurs années. Bill Roe est devenu le nouveau directeur de photographie et les décors des épisodes sont généralement devenus plus secs, plus brillants en raison du climat ensoleillé de la Californie, par rapport à la pluie, au brouillard et aux forêts tempérées de Vancouver. Au début de cette saison, les producteurs ont profité de leur nouveau lieu de tournage pour réaliser des épisodes qu’ils n’auraient pas pu tourner auparavant.
Par exemple, l’épisode Poursuite (à propos d'un homme sujet à une maladie inexpliquée) a été un épisode d'action frénétique, inhabituel pour la série, notamment en raison de son emplacement sur les routes dans le désert du Nevada. Le double épisode Zone 51 (Dreamland) prend aussi place dans le Nevada, dans la célèbre Zone 51.
L’équipe de X-Files est retournée à Vancouver afin de filmer X-Files : Régénération. D’après Spotnitz, le scénario a été écrit spécialement pour que le film soit tourné là-bas. Le tournage a donc débuté en décembre 2007, à Vancouver, sous la direction de Chris Carter, et s’est achevé le 11 mars 2008,.

### Générique
Paul Rabwin, le coproducteur de la série, se rappelle que la création du générique avait été « un sacré voyage », et que Carter avait demandé à l’opérateur vidéo s’il était possible « d’étirer » le visage montré dans le générique. C’est ainsi qu’ils l’ont étiré graphiquement, et qu’elle est devenue l’image célèbre du générique.
Pour la musique du générique, Mark Snow, le compositeur de la série, avoue que pour trouver la parfaite sonorité, il a fallu que Carter lui envoie « des tonnes de CD » pour lui dire ce qu’il aimait dans chacun de ces CD. Le générique a donc été créé de cette manière. À l’époque, lorsque la série débuta, la musique et le visuel du générique étaient considérés comme réussis, du « jamais vu » à la télévision américaine, du fait de la rareté des moyens utilisés pour sa conception.
Le générique reste le même pendant les deux premières saisons, puis est réarrangé musicalement à partir de la saison 3. Il restera ensuite identique jusqu’à la saison 7 incluse. Lors de la huitième saison, il fut partiellement modifié, à la suite de la disparition de Fox Mulder et l'apparition de l'agent John Doggett. Ce générique aura plusieurs versions, selon la participation ou pas de David Duchovny à l'épisode, de même pour celle de Gillian Anderson. Pour la neuvième et dernière saison, il fut totalement remanié. Pour la saison 10, la série revient au générique original avec l'ajout de Mitch Pileggi.
Il se termine habituellement par la phrase « The truth is out there » (« La vérité est ailleurs » dixit Heidegger et Platon).
Dans plusieurs épisodes, cette phrase a été remplacée :
- Les Hybrides : Trust No One (litt. « Ne faites confiance à personne ») ;
- Duane Barry 2/2 : Deny Everything (litt. « Niez en bloc ») ;
- Anasazi : Éí 'AaníígÓÓ 'Áhoot'é (litt. « La vérité est ailleurs », en navajo) ;
- Monstres d'utilité publique 2/2 : Apology Is Policy (litt. « Les excuses sont notre politique ») ;
- Tout ne doit pas mourir : Everything Dies (litt. « Tout finit par mourir ») ;
- Teliko : Deceive, Inveigle, Obfuscate (litt. « Tromper, manipuler, obscurcir ») ;
- Tunguska 2/2 : E Pur Si Muove (litt. « Et pourtant elle tourne », en italien) ;
- Le Baiser de Judas : Believe The Lie (litt. « Croyez le mensonge ») ;
- Le Complot : All Lies Lead To The Truth (litt. « Tous les mensonges mènent à la vérité ») ;
- Patient X 2/2 : Resist or Serve (litt. « Résister ou servir ») ;
- La Fin : The End (litt. « La fin », il s'agit également du titre de l'épisode) ;
- Triangle : Die Wahrheit ist irgendwo da Draußen (litt. « La vérité est ailleurs », en allemand) ;
- Le Grand Jour : In The Big Inning (litt. « Dans le grand tour de batte » (de baseball) / ou litt. « Au commencement », par rapprochement des deux derniers mots) ;
- La Sixième Extinction 2/2 : Amor Fati (litt. « L'amour du destin », en latin) ;
- Délivrance 2/2 : Believe To Understand (litt. « Croire pour comprendre ») ;
- Nouvelle Génération 2/2 : Nothing Important Happened Today (litt. « Rien d'important n'est arrivé aujourd'hui », il s'agit également du titre de l'épisode en version originale) ;
- 4-D : Ereht Tuo Si Hturt Eht (« The Truth Is Out There », écrit de droite à gauche, litt. « La vérité est ailleurs ») ;
- Ne faites confiance à personne : They're Watching (litt. « Ils observent ») ;
- Improbable : Dio Ti Ama (litt. « Dieu t'aime », en italien).
- La vérité est ailleurs (2/2) : This Is the End (litt. « C'est la fin »).

### Fiche technique
Sauf indication contraire, les informations mentionnées dans cette section peuvent être confirmées par la base de données cinématographiques IMDb,  présente dans la section « Liens externes ».
- Titre générique français et québécois : X-Files : Aux frontières du réel
- Titre original : The X-Files
- Autres titres : Aux frontières du réel (saisons 1 et 2) ; The X-Files : Aux frontières du réel (saisons 2 à 9) ; Aux frontières du réel (version remastérisée des saisons 1 et 9) ; X-Files (saisons 10 et 11)
- Création : Chris Carter
- Réalisation : Kim Manners, Rob Bowman, David Nutter, Chris Carter, R. W. Goodwin, Tony Wharmby, Darin Morgan
- Scénario : Chris Carter, Frank Spotnitz, Vince Gilligan, John Shiban, Howard Gordon, Glen Morgan, James Wong, Darin Morgan
- Décors : Corey Kaplan, Graeme Murray, Timothy Stepeck et Shirley Inget
- Costumes : Jenni Gullett, Lindsay Dow, Molly Harris Campbell, Luellyn Harper
- Photographie : Robert Kositchek
- Montage : Heather MacDougall, Lynne Willingham
- Musique : Mark Snow
- Casting : Rick Millikan, Lynne Carrow
- Direction artistique : Sandy Getzler, Phil Dagort
- Production : Paul Rabwin
  - Production exécutive : Chris Carter
- Société de production : Ten Thirteen Productions, 20th Century Fox Television
- Sociétés de distribution (pour la télévision) :
  -  Allemagne : ProSieben
  -  Belgique : RTL-TVI, Plug TV
  -  Canada : Global, TQS, Ztélé Max
  -  États-Unis : Fox
  -  France : M6
  -  Royaume-Uni : Sky One
  -  Suisse : TSR 1
  -  Luxembourg : RTL TV 8 épisodes de la saison 1
- Format : Saisons 1 à 4 : 1.33:1 (4/3) et saisons 5 à 10 : 1.78:1 (16/9). Les Blu-ray sortis nous présentent un format d'image de 1.78:1 (16/9) avec un recadrage de l'image pour les saisons 1 à 4.
- Langue : Anglais
- Pays d'origine :  États-Unis
- Genre science-fiction Fantastique Horreur
- Durée : 43 minutes
- Budget : 3 M $ par épisode[31] (2,4 M €)
- Version française :
  - Société de doublage : Dubbing Brothers / VF Productions
  - Direction artistique : Mario Santini, Jean-Pierre Malardé, Philippe Videcoq, Patrick Siniavine et Georges Caudron / Yann Le Madic
  - Adaptation des dialogues : Philippe Videcoq et Patrick Siniavine / Laurence Duseyau et Daniel Danglard

Version française (VF) sur DSD Doublage, Allodoublage et selon le carton de doublage.

## Distribution

### Acteurs principaux
- David Duchovny (VF : Georges Caudron) : Fox Mulder (saisons 1 à 8, 10 et 11 - invité saison 9)
- Gillian Anderson (VF : Caroline Beaune puis Danièle Douet)[note 1] : Dana Scully (saisons 1 à 11)
- Robert Patrick (VF : Hervé Furic) : John Doggett (saisons 8 et 9)
- Mitch Pileggi (VF : Jacques Albaret) : Walter Skinner (saisons 9 à 11, récurrent saisons 2 à 8 - invité saison 1)
- Annabeth Gish (VF : Véronique Augereau) : Monica Reyes (saison 9 - récurrente saison 8 - invitée saison 10 et 11)

Portraits d'une partie des acteurs principaux
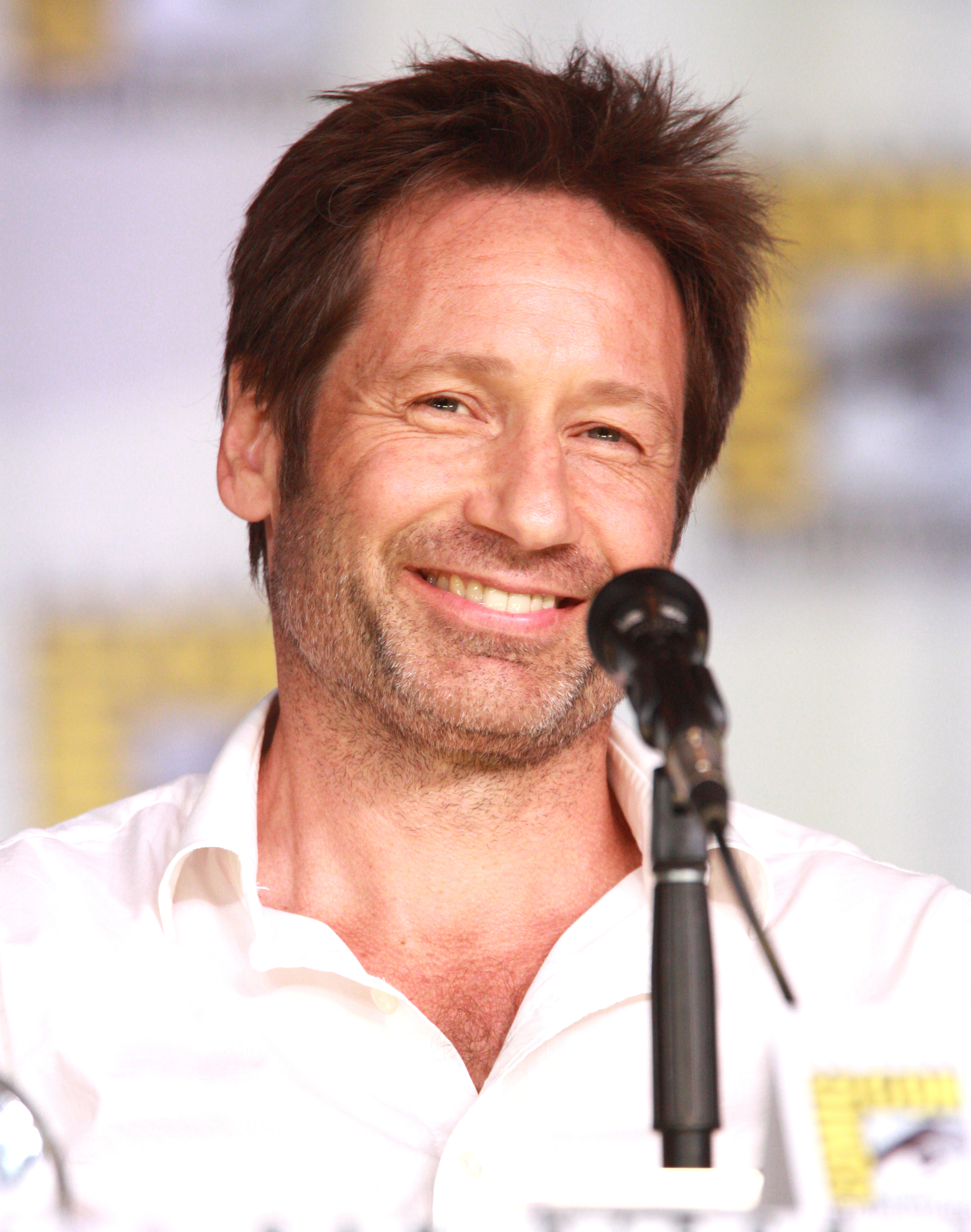
David Duchovny.
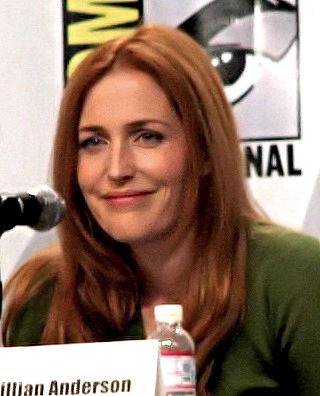
Gillian Anderson.
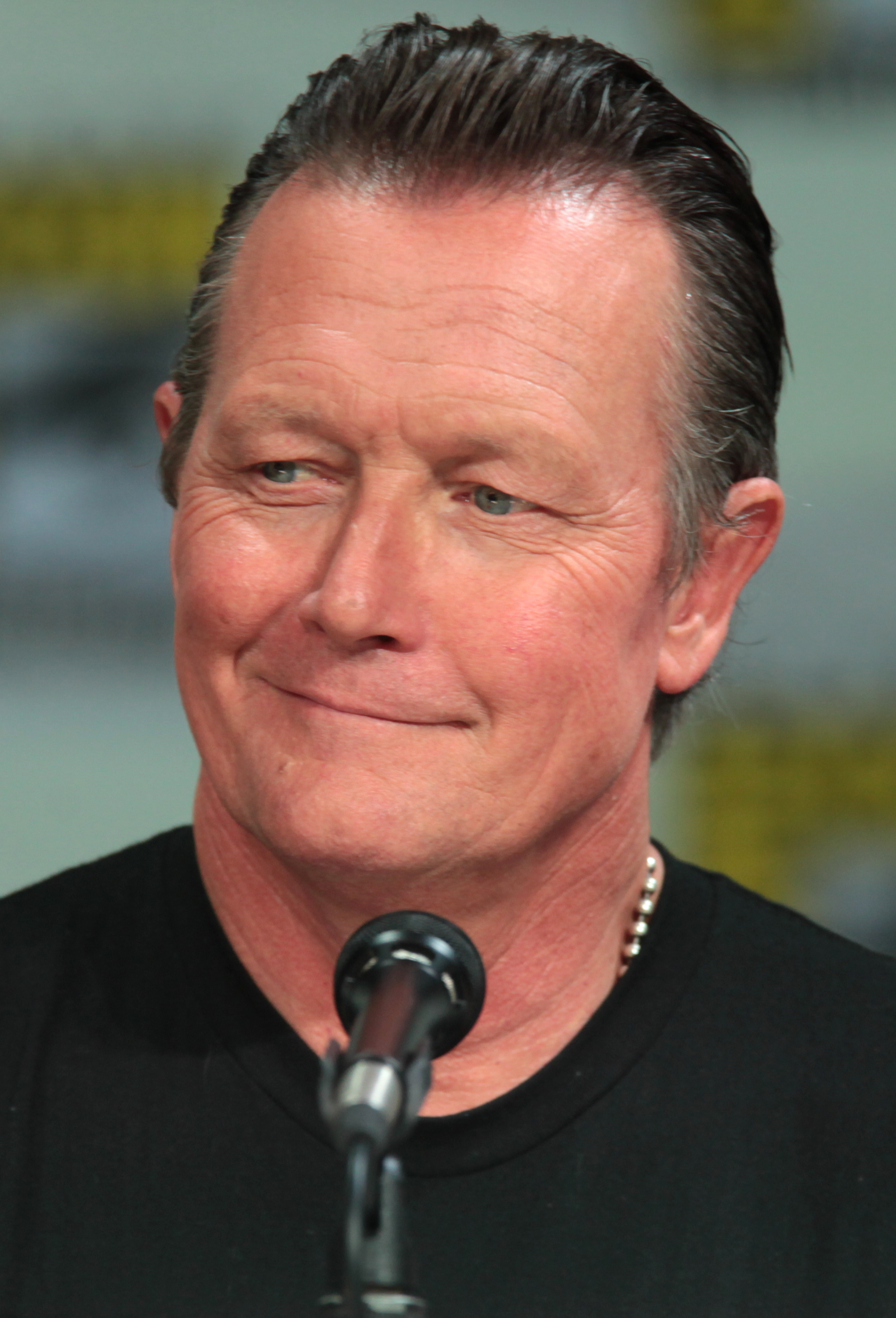
Robert Patrick.
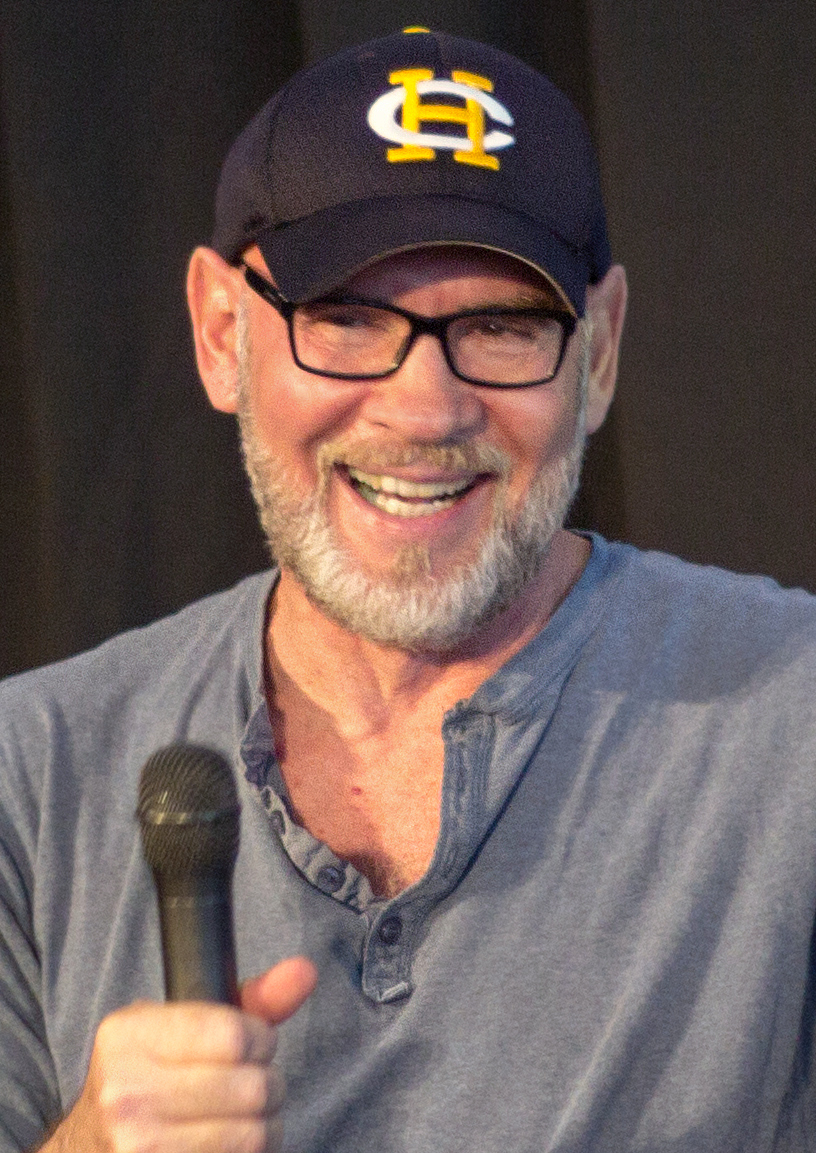
Mitch Pileggi.
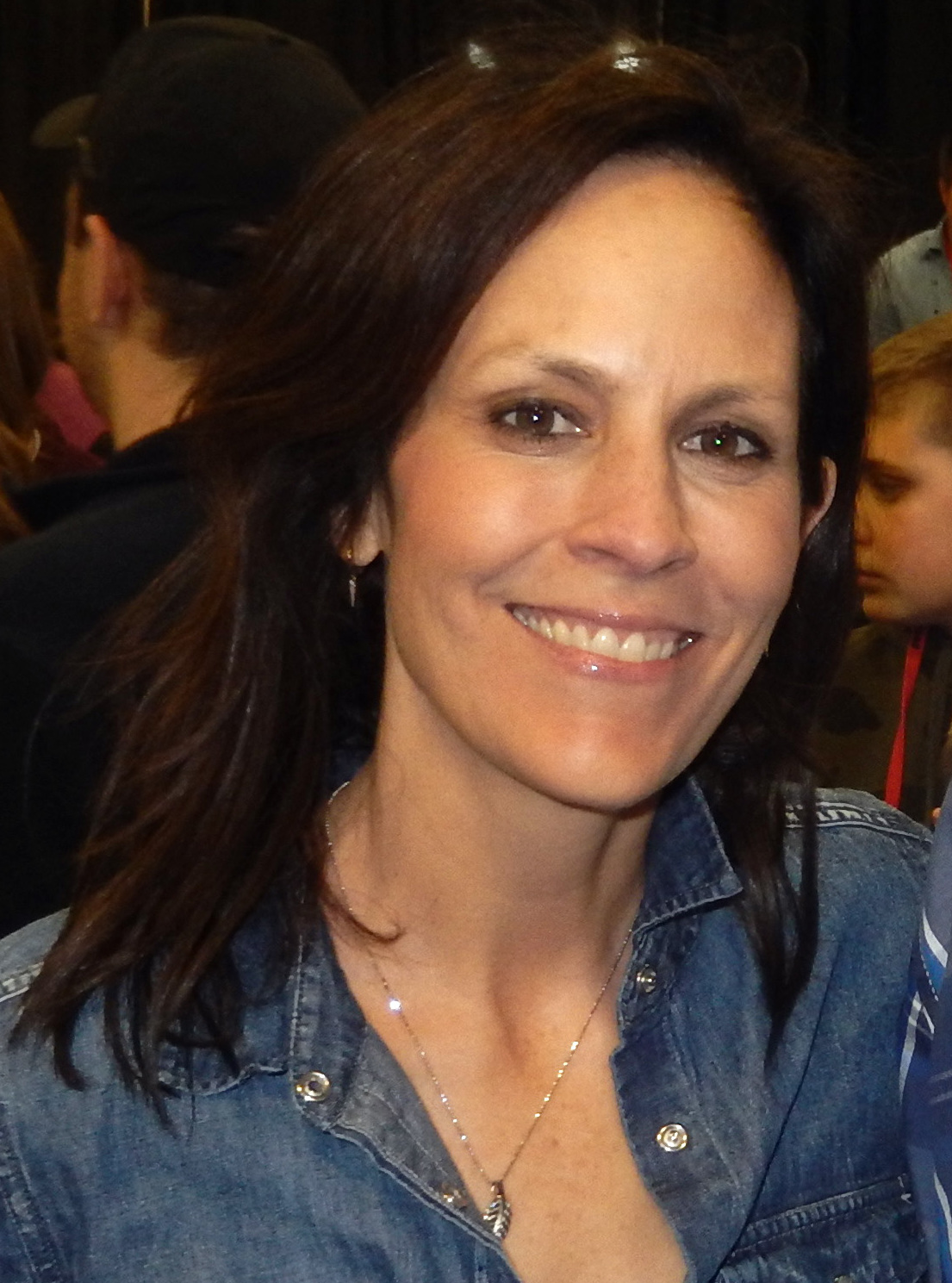
Annabeth Gish.

### Acteurs récurrents
- William B. Davis (VF : Jacques Brunet) : l'homme à la cigarette, alias C.G.B. Spender, membre du syndicat (principal saisons 4 à 7, récurrent saisons 1 à 3 et saisons 10 et 11, invité saison 9)
- Nicholas Lea (VF : Guy Chapellier) : Alex Krycek (saison 1, épisode 14[note 2] et saisons 2 à 9)
- Chris Owens (VF : Marc Perez) : Jeffrey Spender (saisons 5 et 6, invité saisons 9 et 11)
- James Pickens Jr. (VF : Saïd Amadis) : Alvin Kersh (saisons 6, 8, 9 et 11)
- Tom Braidwood (VF : Jean-Bernard Guillard) : Melvin Frohike (saisons 1 à 9, invité saison 10)
- Bruce Harwood (VF : Régis Lang) : John Fitzgerald Byers (saisons 1 à 9, invité saison 10)
- Dean Haglund (VF : Jean-Pierre Leroux) : Richard « Ringo » Langly (saisons 1 à 9, invité saisons 10 et 11)
- Jerry Hardin (VF : Jacques Richard puis Bernard Woringer)[note 3] : Gorge profonde (saisons 1 à 4, invité saison 5 et 7)
- Steven Williams (VF : Denis Savignat puis Christian Pélissier)[note 4] : Monsieur X (saisons 2 à 5, invité saison 9)
- Laurie Holden (VF : Eve Lorach) : Marita Covarrubias (saisons 4 et 5, invitée saisons 6, 7 et 9)
- John Neville (VF : Jean-Claude Michel) : L'homme bien manucuré (saisons 3 à 5)
- Veronica Cartwright (VF : Françoise Petit) : Cassandra Spender (saisons 5 et 6)
- Brian Thompson : le Pilote (saisons 2 à 8)
- Mimi Rogers (VF : Pauline Larrieu) : agent Diana Fowley (saisons 5 à 7)
- Adam Baldwin (VF : Tony Joudrier) : Knowle Rohrer (saisons 8 et 9)
- Cary Elwes : Brad Follmer (saison 9)
- Lauren Ambrose (VF : Barbara Kelsch) : agent spécial Einstein (saisons 10 et 11)
- Robbie Amell (VF : Anatole de Bodinat) : agent spécial Miller (saisons 10 et 11)

### Acteurs célèbres invités
- Seth Green : Emil (saison 1 : épisode 2)
- Doug Hutchison : Eugene Victor Tooms (saison 1 : épisodes 3 et 21)
- Donal Logue : Agent Tom Colton (saison 1 : épisode 3)
- Donald Gibb : Kip (saison 1 : épisode 4)
- Xander Berkeley : Dr Hodge (saison 1 : épisode 8)
- Felicity Huffman : Dr Nancy Da Silva (saison 1 : épisode 8)
- Ed Lauter : Colonel Marcus Aurelius Belt (saison 1 : épisode 9)
- Mark Sheppard : Cecil L'Ively (saison 1 : épisode 12)
- Brad Dourif : Luther Lee Boggs (saison 1 : épisode 13)
- Don S. Davis : Captain William Scully (saison 1 : épisode 13 / saison 2 : épisode 8)
- Titus Welliver : Doug Spinney (saison 1 : épisode 20)
- Paul Ben-Victor : Dr Aaron Monte (saison 1 : épisode 21)
- Željko Ivanek : Roland Fuller / Dr Arthur Grable (saison 1 : épisode 23)
- Raymond J. Barry : Sénateur Richard Matheson (saison 2 : épisode 1 / saison 3 : épisode 9 / saison 6 : épisode 9)
- Tony Todd : Augustus Cole (saison 2 : épisode 4)
- Jon Gries : Salvatore Matola (saison 2 : épisode 4)
- CCH Pounder : Agent Lucy Kazdin (saison 2 : épisode 5)
- Bradley Whitford : Daniel Trepkos (saison 2 : épisode 9)
- Shawnee Smith : Jessie O'Neil (saison 2 : épisode 9)
- Leland Orser : Jason Ludwig (saison 2 : épisode 9)
- Mark Rolston : Richard Odin / Bud LaPierre (saison 2 : épisode 10 / saison 7 : épisode 10)
- Terry O'Quinn : Lieutenant Brian Tillman et Shadow Man (saison 2 : épisode 12 / saison 9 : épisode 6)
- Colin Cunningham : Lt. Terry Wilmer / Escalante et Dr. Stroman (saison 2 : épisode 17 / saison 3 : épisode 10 / saison 3 : épisode 23)
- Vincent Schiavelli : Lanny (saison 2 : épisode 20)
- Michael J. Anderson : Mr. Nutt (saison 2 : épisode 20)
- Dean Norris : Marshal Tapia (saison 2 : épisode 22)
- Tony Shalhoub : Dr Chester Ray Banton (saison 2 : épisode 23)
- Giovanni Ribisi : Darin Peter Oswald (saison 3 : épisode 3)
- Jack Black : Bart 'Zero' Liquori (saison 3 : épisode 3)
- Peter Boyle : Clyde Bruckman (saison 3 : épisode 4)
- Timothy Carhart : Virgil Incanto (saison 3 : épisode 6)
- Jewel Staite : Amy Jacobs (saison 3 : épisode 8)
- Stephen McHattie : L'homme aux cheveux roux (saison 3 : épisodes 9 et 10)
- R. Lee Ermey : Reverend Patrick Findley (saison 3 : épisode 11)
- Michael Berryman : Owen Lee Jarvis (saison 3 : épisode 11)
- Nick Chinlund : Donnie Pfaster (saison 3 : épisode 13 / saison 7 : épisode 7)
- Ryan Reynolds : Jay De Boom (saison 3 : épisode 13)
- Kurtwood Smith : Agent Bill Patterson (saison 3 : épisode 14)
- James Hong : Hard-Faced Man (saison 3 : épisode 19)
- Lucy Liu : Kim Hsin (saison 3 : épisode 19)
- B. D. Wong : Détective Glen Chao (saison 3 : épisode 19)
- Amanda Tapping : Carina Sayles (saison 3 : épisode 21)
- Chris Ellis : Sheriff Lance Hindt (saison 3 : épisode 22)
- Roy Thinnes : Jeremiah Smith (saison 3 : épisode 24 / saison 4 : épisode 1 / saison 8 : épisode 14)
- Carl Lumbly : Marcus Duff (saison 4 : épisode 3)
- Pruitt Taylor Vince : Gerry Schnauz (saison 4 : épisode 4)
- Michael Massee : Vernon Ephesian (saison 4 : épisode 5)
- Tom Noonan : John Lee Roche (saison 4 : épisode 10)
- Rubén Blades : Conrad Lozano (saison 4 : épisode 11)
- Raymond Cruz : Eladio Buente (saison 4 : épisode 11)
- Paul McCrane : Leonard Morris Betts (saison 4 : épisode 12)
- Jodie Foster : Betty (saison 4 : épisode 13 - voix)
- Luke Wilson : Sheriff Hartwell (saison 5 : épisode 12)
- Garret Dillahunt : Edward Skur (saison 5 : épisode 15)
- Lili Taylor : Marty Glenn (saison 5 : épisode 16)
- Glenn Morshower : Aaron Starkey (saison 5 : épisode 17)
- Martin Ferrero : l'assassin (saison 5 : épisode 20)
- Bryan Cranston : Patrick Crump (saison 6 : épisode 2)
- Michael McKean : Morris Fletcher (saison 6 : épisode 4, 5 et 20 / saison 9 : épisode 15)
- Bruce Campbell : Wayne Weinsider (saison 6 : épisode 7)
- Geoffrey Lewis : Alfred Fellig (saison 6 : épisode 10)
- John Diehl : Wilson Pinker Rawls (saison 6 : épisode 17)
- John Hawkes : Phillip Padgett (saison 6 : épisode 18)
- Nestor Serrano : Ken Naciamento (saison 6 : épisode 18)
- M. Emmet Walsh : Arthur Dales (saison 6 : épisode 19)
- Lance Henriksen : Frank Black (saison 7 : épisode 4)
- Octavia Spencer : Une infirmière (saison 7 : épisode 4)
- Shia LaBeouf : Richie Lupone (saison 7 : épisode 6)
- Kim Darby : Kathy Lee Tencate (saison 7 : épisode 10)
- Mark Rolston : Bud LaPierre (saison 7 : épisode 10)
- Billy Drago : Orel Peattie (saison 7 : épisode 14)
- Tobin Bell : Darryl Weaver (saison 7 : épisode 18)
- Dennis Boutsikaris : Dr Peter Voss (saison 7 : épisode 18)
- Garry Shandling : Fox Mulder (saison 7 : épisode 19)
- Téa Leoni : Dana Scully (saison 7 : épisode 19)
- Harris Yulin : Cardinal O'Fallon (saison 7 : épisode 19)
- Tony Amendola : Cigarette Smoking Pontiff (saison 7 : épisode 19)
- Chris Carter : Un homme au cinéma (saison 7 : épisode 19)
- Minnie Driver : Une femme au cinéma (saison 7 : épisode 19)
- Kevin Weisman : Anson Stokes (saison 7 : épisode 21)
- Joe Morton : Martin Wells (saison 8 : épisode 6)
- Danny Trejo : Cesar Ocampo (saison 8 : épisode 6)
- Keith Szarabajka : Anthony Tipet (saison 8 : épisode 7)
- Grant Heslov : Dr. Andre Bormanis (saison 8 : épisode 7)
- Wade Williams : Ray Pearce (saison 8 : épisode 7)
- Deep Roy : Beggar Man (saison 8 : épisode 10)
- Miguel Sandoval : Martin Ortega (saison 8 : épisode 18)
- Zach Grenier : Dr. Herman Stites (saison 8 : épisode 19)
- Frances Fisher : Lizzy Gill (saison 8 : épisode 20)
- Lucy Lawless : Shannon McMahon (saison 9 : épisodes 1 et 2)
- Jane Lynch : Mrs. Anne T. Lokensgard (saison 9 : épisode 5)
- Aaron Paul : David 'Sky Commander Wi (saison 9 : épisode 5)
- Erick Avari : Dr Herb Fountain (saison 9 : épisode 5)
- Neal McDonough : Robert Comer (saison 9 : épisodes 9 et 10)
- Burt Reynolds : Mr. Burt (saison 9 : épisode 13)
- John Aylward : Dr John Rietz (saison 9 : épisode 18)
- Michael Emerson : Oliver Martin (saison 9 : épisode 18)
- David Faustino : Michael Daley (saison 9 : épisode 18)
- William Devane : General Mark Suveg (saison 9 : épisode 19)
- Barbara Hershey : Erika Price (saison 11 : épisodes 1, 2 et 10)
- François Chau : Peter Wong (saison 11 : épisode 5)
- Haley Joel Osment : Young John 'Kitten' James (saison 11 : épisode 6)

## Diffusion
| Saisons                 | Allemagne                               | Allemagne | États-Unis / Canada                   | États-Unis / Canada | France                                             | France |
| Saisons                 | Dates de diffusion                      | Chaîne    | Dates de diffusion                    | Chaîne              | Dates de diffusion                                 | Chaîne |
| ----------------------- | --------------------------------------- | --------- | ------------------------------------- | ------------------- | -------------------------------------------------- | ------ |
| Saison 1 (24 épisodes)  | Du 5 septembre 1994 au 3 mars 1995      | ProSieben | Du 10 septembre 1993 au 13 mai 1994   | Fox Network Global  | Du 12 juin 1994 au 16 octobre 1994 (dimanche)      | M6     |
| Saison 2 (25 épisodes)  | Du 7 septembre 1995 au 2 mai 1996       | ProSieben | Du 16 septembre 1994 au 19 mai 1995   | Fox Network Global  | Du 11 août 1995 au 5 janvier 1996 (vendredi)       | M6     |
| Saison 3 (24 épisodes)  | Du 24 octobre 1996 au 27 mars 1997      | ProSieben | Du 19 septembre 1995 au 17 mai 1996   | Fox Network Global  | Du 14 septembre 1996 au 2 novembre 1996 (samedi)   | M6     |
| Saison 4 (24 épisodes)  | Du 14 septembre 1997 au 1er mars 1998   | ProSieben | Du 4 octobre 1996 au 18 mai 1997      | Fox Network Global  | Du 13 septembre 1997 au 29 novembre 1997 (samedi)  | M6     |
| Saison 5 (20 épisodes)  | Du 28 septembre 1998 au 22 février 1999 | ProSieben | Du 2 novembre 1997 au 17 mai 1998     | Fox Network Global  | Du 10 septembre 1998 au 12 novembre 1998 (jeudi)   | M6     |
| Saison 6 (22 épisodes)  | Du 20 septembre 1999 au 21 février 2000 | ProSieben | Du 8 novembre 1998 au 16 mai 1999     | Fox Network Global  | Du 9 septembre 1999 au 18 novembre 1999 (jeudi)    | M6     |
| Saison 7 (22 épisodes)  | Du 23 octobre 2000 au 19 mars 2001      | ProSieben | Du 7 novembre 1999 au 21 mai 2000     | Fox Network Global  | Du 7 septembre 2000 au 16 novembre 2000 (jeudi)    | M6     |
| Saison 8 (21 épisodes)  | Du 24 septembre 2001 au 25 février 2002 | ProSieben | Du 5 novembre 2000 au 20 mai 2001     | Fox Network Global  | Du 19 septembre 2001 au 5 décembre 2001 (mercredi) | M6     |
| Saison 9 (20 épisodes)  | Du 14 octobre 2002 au 6 janvier 2003    | ProSieben | Du 11 novembre 2001 au 19 mai 2002    | Fox Network Global  | Du 4 septembre 2002 au 22 janvier 2003 (mercredi)  | M6     |
| Saison 10 (6 épisodes)  |                                         | ProSieben | Du 24 janvier 2016 au 22 février 2016 | Fox Network Global  | Du 25 février 2016 au 10 mars 2016 (jeudi)         | M6     |
| Saison 11 (10 épisodes) |                                         | ProSieben | Du 3 janvier 2018 au 21 mars 2018     | Fox Network Global  | Du 7 avril 2018 au 21 avril 2018 (samedi)          | M6     |

## Univers

### Mythologie
Soixante-six épisodes constituent l'arc principal de la série, aussi appelée mythologie, ou encore mytharc. Ils sont listés ci-dessous.
- Saison 1[52] : Nous ne sommes pas seuls, Gorge profonde, L'Ange déchu, Entité biologique extraterrestre, Les Hybrides
- Saison 2[52] : Les Petits Hommes verts, Duane Barry (1/2), Duane Barry (2/2), Coma, Le Musée rouge, La Colonie (1/2), La Colonie (2/2), Anasazi
- Saison 3[52],[53] : Le Chemin de la bénédiction, Opération presse-papiers, Monstres d'utilité publique (1/2), Monstres d'utilité publique (2/2), L'Épave (1/2), L'Épave (2/2), Anagramme
- Saison 4[53] : Tout ne doit pas mourir, Tunguska (1/2), Tunguska (2/2), Journal de mort, Tempus fugit (1/2), Tempus fugit (2/2), Nid d'abeilles, Le Baiser de Judas
- Saison 5[53],[54] : Le Complot, La Voie de la vérité, Patient X (1/2), Patient X (2/2), La Fin
- Saison 6[54] : Le Commencement, Compte à rebours, Toute la vérité (1/2), Toute la vérité (2/2), Biogenèse
- Saison 7[54] : La Sixième Extinction (1/2), La Sixième Extinction (2/2), Délivrance (1/2), Délivrance (2/2), En ami, Requiem
- Saison 8[54],[55] : Chasse à l'homme (1/2), Chasse à l'homme (2/2), Per manum, Espérance, Renaissances, Confiance, Vienen, Essence (1/2), Essence (2/2)
- Saison 9[55] : Nouvelle Génération (1/2), Nouvelle Génération (2/2), Ne faites confiance à personne, La Prophétie (1/2), La Prophétie (2/2), William, La vérité est ici (1/2), La vérité est ici (2/2)
- Saison 10[56] : La Vérité est ailleurs (1/4), La Vérité est ailleurs (2/4)
- Saison 11 : La Vérité est ailleurs, (3/4), Ghouli, La Vérité est ailleurs, (4/4)

### Chronologie de la mythologie avant le début de la série
Sources : Eric Alglave, TXF
- 35000 av. J.-C. : deux hommes préhistoriques découvrent une caverne abritant un extraterrestre et de l'huile noire au Texas.
- 30 juin 1908 : une météorite contenant de l'huile noire tombe dans les alentours de Toungouska, Russie.
- Vers 1940 : naissance de C.G.B. Spender qui sera plus tard connu comme l'homme à la cigarette, Le Fumeur.
- Juin 1947 : premier contact avec les extraterrestres.
- 4 avril 1960 : naissance de John Doggett.
- 13 octobre 1961 : naissance de Fox Mulder (le 13 octobre est en effet une date récurrente dans X-Files, il s'agit de la date d'anniversaire de Chris Carter).
- 30 octobre 1963 : C.G.B. Spender est recruté par la conspiration gouvernementale pour tuer John F. Kennedy.
- 22 novembre 1963 : Spender prépare son meurtre en manipulant un de ses collègues, un dénommé Lee Harvey Oswald. Il met en garde ce dernier contre les dangers du tabac mais récupère pourtant son paquet de cigarettes : des Morleys. Spender exécute Kennedy sans problème depuis une bouche d’égout. Oswald comprend qu’il s’est fait manipuler. Poursuivi par la police, il tue J. D. Tippit et se précipite vers un cinéma dans lequel il devait retrouver Spender. Arrivé dans le cinéma, la police encercle Oswald et l’arrête. Au fond de la salle, Spender assiste au spectacle et s’allume une cigarette.
- 23 février 1964 : naissance de Dana Scully.
- 13 mars 1968 : naissance de Monica Reyes.
- 4 avril 1968 : C.G.B. Spender tue Martin Luther King.
- 13 octobre 1973 : les membres du Syndicat livrent des membres de leur famille aux extraterrestres en échange d'un fœtus extraterrestre, faisant naître une collaboration secrète entre les deux espèces.
- 27 novembre 1973 : la sœur de Mulder, Samantha, est enlevée par des extraterrestres sous les yeux de son frère. Dans la saison 1, elle aurait été enlevée dans sa chambre et Fox le voit de son lit (comme expliqué dans ses hypnoses régressives), mais dans le flash-back du premier épisode de la saison 2, Samantha et Fox sont dans le salon.
- 1979 : mort de Samantha, après avoir été restituée puis enlevée à nouveau plusieurs fois.
- 1979 : le gouvernement russe découvre que le père d’Alex Krycek est un espion, qui se fera alors exécuter avec sa femme, laissant le jeune Alex orphelin.
- Années 1980 : Alex passe les dix années qui ont suivi avec le dirigeant du goulag de Toungouska, apparemment un personnage puissant de l’armée russe. Cet homme était un ami du père de Krycek, mais a également autorisé son exécution. Il avait des regrets d’avoir dû faire ce choix, et c’est la raison pour laquelle il s’est occupé de Krycek.
- 3 juin 1985 : enlèvement de Duane Barry. Ce dernier avait quitté le FBI trois ans auparavant en raison d'un accident dans l'exercice de ses fonctions.
- 9 janvier 1986 : naissance de Luke Doggett, fils de John, qui sera enlevé et tué en 1993.
- 1988 : Mulder est assigné à l'Unité des Crimes Violents, où sous la supervision de Reggie Purdue, l'agent Mulder se distingue lors de la traque du pilleur de banques John Barnett.
- 1989 : Mulder rencontre pour la première fois les Bandits solitaires.
- 1990 : Reyes devient agent du FBI.
- 1991 : création du service des affaires non classées avec Fox Mulder et Diana Fowley. Scully entre au FBI pour enseigner la médecine légale au Centre de Formation de Quantico en Virginie. Krycek est appelé à un rendez-vous secret à Saint-Pétersbourg. Il trouve le dirigeant du goulag et un vieil agent : Vassily Peskow. On révèle tout à Krycek sur son père et on le charge d’une mission. Il doit se faire passer pour un soldat américain en Arabie saoudite pour en apprendre plus sur les projets d’armes biochimiques américains. On l’informe qu’un contact des Nations unies (Marita Covarrubias) là-bas lui parlera.
- 6 mars 1992 : Scully est mutée au département des X-Files pour surveiller Mulder (début de la série).

### Service des affaires non classées

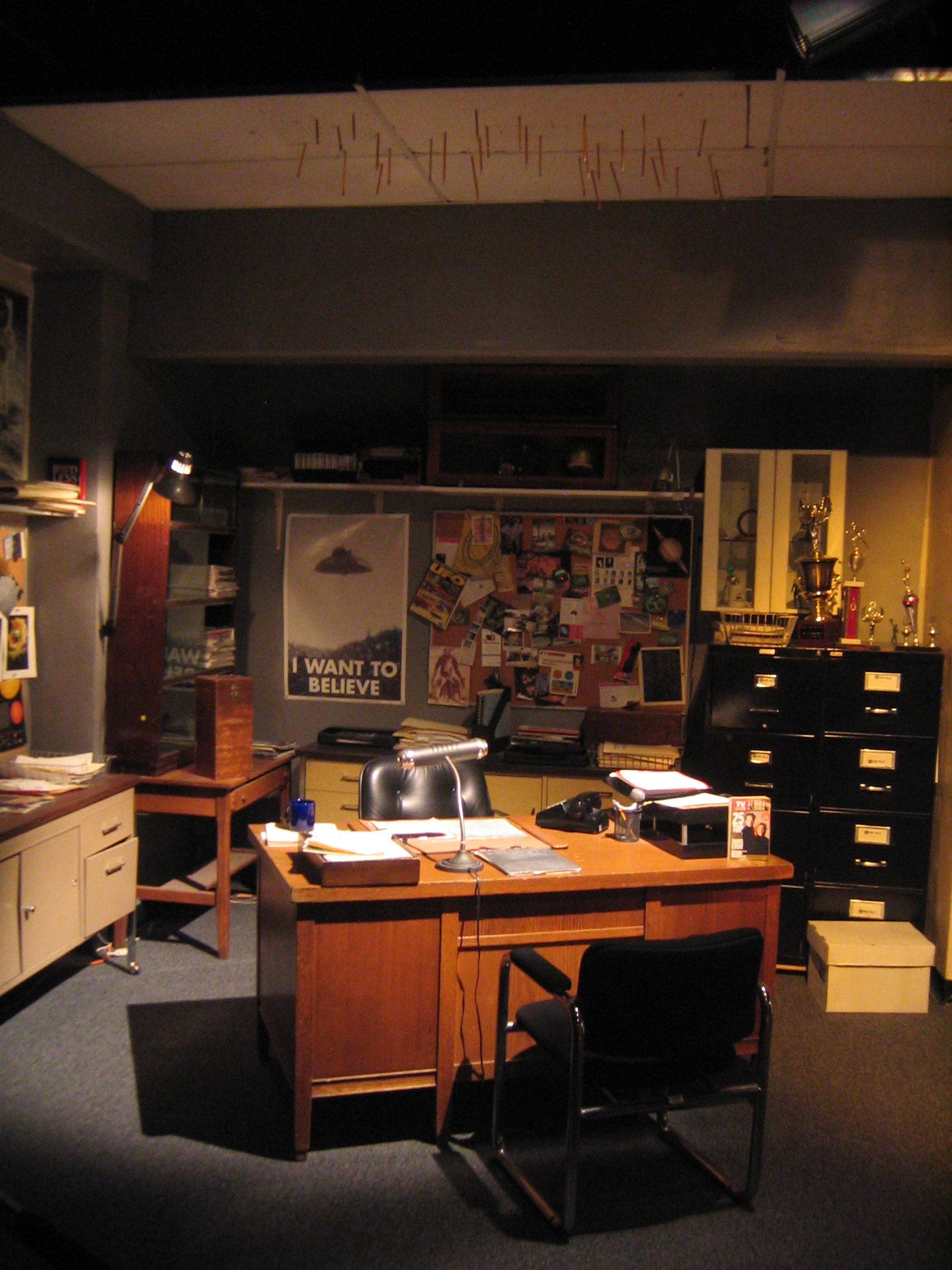
Le bureau de Fox Mulder.

Ce service, créé dans le courant des années 1940, est découvert en 1991 par les agents Fox Mulder et Diana Fowley, et placé sous l'autorité du chef de section Scott Blevins puis du directeur adjoint Walter Skinner. Les locaux alloués à ce service en disent long sur l'intérêt porté par la hiérarchie du FBI aux activités de recherche de cette équipe : un petit bureau au sous-sol du John Edgar Hoover building, le siège du FBI à Washington.
Le service des affaires non classées (X-files en anglais, d'où le nom de la série) a pour mission de résoudre les enquêtes ne relevant pas des schémas classiques qu'emprunte normalement la police scientifique. Elles restent souvent non classées à cause du caractère incompréhensible et enveloppé de mystère qui les caractérisent.
Les X-files sont des dossiers pour lesquels aucune conclusion n'a pu être apportée. Leurs contenus sont variés, mêlant tueurs en série, OVNI et affaires touchant à l'occultisme et au paranormal. Ils sont entreposés dans les locaux du service des affaires non classées. En 2002, le service des affaires non classées est définitivement fermé, avant d'être rouvert en 2016.
Au cours des neuf saisons, huit agents du FBI se succèdent dans ce service : Fox Mulder, Diana Fowley, Dana Scully, Alex Krycek, Jeffrey Spender, John Doggett, Leyla Harrison (qui n'est affectée aux X-Files que pour un épisode) et Monica Reyes.

### Thèmes abordés
Série anthologique, X-Files met en scène, en les renouvelant et en en proposant une vision quelque peu différente, toutes les « figures » du genre pour appâter en dérangeant son spectateur par la puissance de fascination que peut causer l'exception, même quand elle demeure du domaine de l'hypothétique. Ces thèmes abordés incluent : les extraterrestres, la télékinésie, la pyrokinésie, le corps astral, le vaudou, le voyage dans le temps, les fantômes, le chamanisme, la médecine chinoise, la cryptozoologie, les loups-garous, l'invisibilité, le cannibalisme, la combustion humaine spontanée, le clonage, les vampires, les anomalies et manipulations génétiques, l'électrokinésie, la mutation, la réincarnation, les miracles, la télépathie, la technophobie, la possession et les intraterrestres.

#### Extraterrestres
Ils sont assez discrets et cachés : leur existence est sans cesse remise en cause.
De formes variées, ils sont tantôt de petits humanoïdes gris aux yeux noirs (« Petit-Gris (extraterrestre) »), tantôt une entité transportée par une sorte d'huile noire et prenant le contrôle d'êtres humains, tantôt des humanoïdes pouvant prendre l'apparence de n'importe quel humain mais possédant un sang de couleur verte fortement toxique pour les humains (« Les chasseurs de primes »). Ils possèdent des pouvoirs paranormaux comme un pouvoir de guérison.

## Accueil

### Audiences

#### Aux États-Unis
(juillet 2015).
Si vous disposez d'ouvrages ou d'articles de référence ou si vous connaissez des sites web de qualité traitant du thème abordé ici, merci de compléter l'article en donnant les références utiles à sa vérifiabilité et en les liant à la section « Notes et références ».

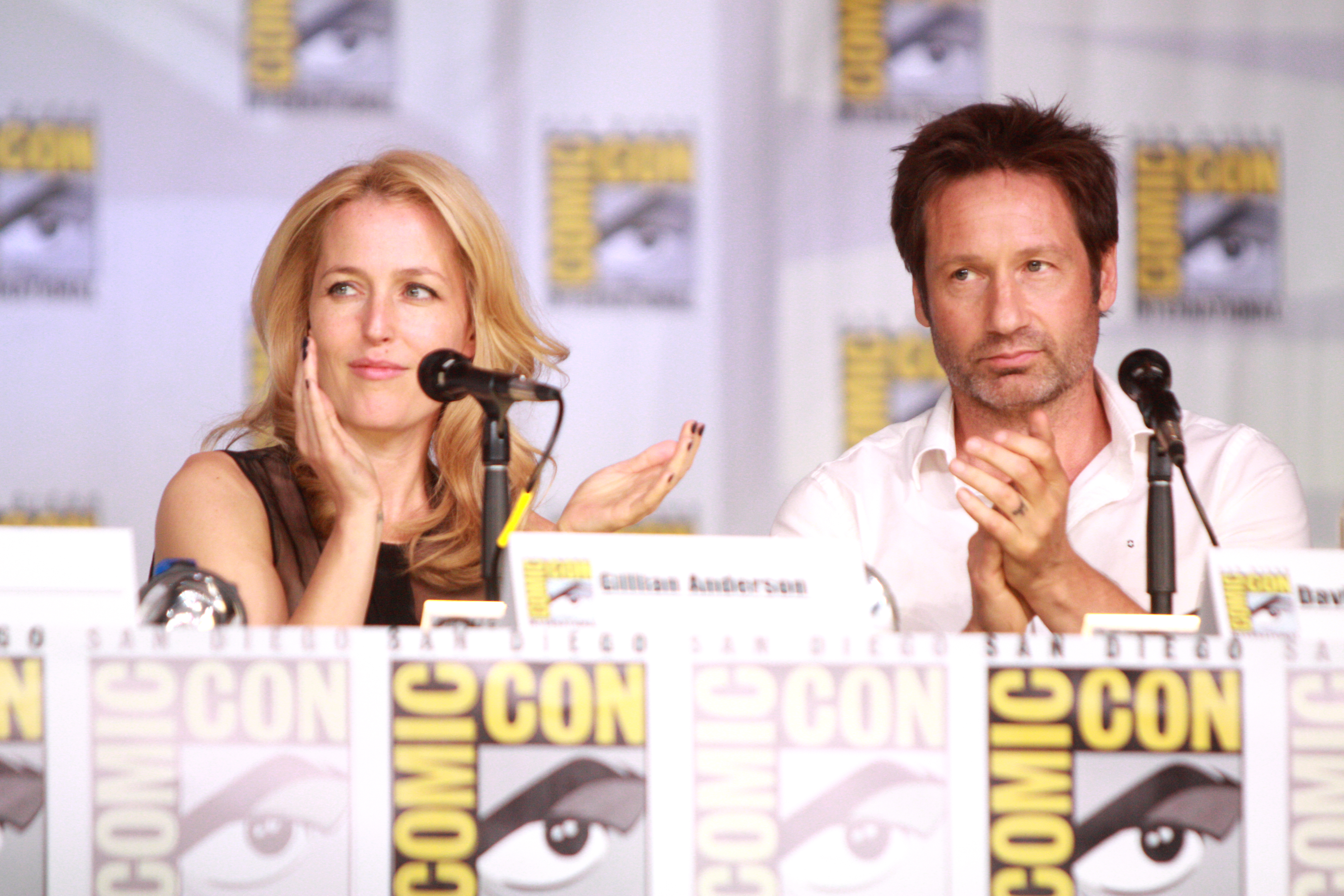
Les acteurs principaux au San Diego Comic-Con 2013, pour le de la série.

Le 10 septembre 1993, l’épisode pilote de la série est diffusé devant 12 millions de téléspectateurs, un lancement relativement correct. Les semaines suivantes, la série tient bon et la Fox la reconduit alors pour une deuxième saison. X-Files termine, lors de cette saison, 63e des séries les plus regardées aux États-Unis en attirant en moyenne 15,4 millions de téléspectateurs, soit plus que la première saison.
À la suite du cliffhanger de l'épisode final de la saison 2, Anasazi, le premier épisode de la saison 3 était un événement très attendu. C’est ainsi que le 22 septembre 1995, cet épisode réunit 19,9 millions de téléspectateurs. La saison 3 réalise alors une très bonne moyenne de 16,3 millions de téléspectateurs, se classant à la 55e place des séries les plus regardées aux États-Unis. Après cette saison, X-Files fait définitivement partie des séries les plus regardées des États-Unis, et le nombre de ses fans augmente. L’épisode Régénérations, le 12e de la quatrième saison diffusé juste après le Super Bowl, réalise ainsi une audience spectaculaire de 29,1 millions de téléspectateurs, ce qui restera le record de la série. La saison 4 réunit finalement une moyenne de 19,2 millions de téléspectateurs et se classe cette fois-ci 12e.
La cinquième saison démarre sur les chapeaux de roue, avec une audience de 27,34 millions de téléspectateurs, son 2e meilleur score historique. La saison est d'ailleurs la saison la plus suivie avec une moyenne de 19,8 millions de téléspectateurs, et en se classant 11e des séries les plus regardées aux États-Unis.
Durant l’été 1997, le premier film de la série, The X-Files : Combattre le futur est tourné. Il sort dans les salles américaines le 19 juin 1998, pendant la pause estivale de la série. En réalisant plus de 80 millions de dollars de recettes sur le territoire américain, il permet d’attirer de nouveaux fans. C’est ainsi que le premier épisode de la sixième saison, Le Commencement, est regardé par 20,24 millions de téléspectateurs. Cependant, l’audience de la série connaît un déclin progressif, et cette saison s’achève devant 15,86 millions de téléspectateurs et 9,33 millions de foyers, mais sa moyenne saisonnière reste de 17,2 millions de téléspectateurs et la série se situe 12e des séries les plus regardées aux États-Unis.
La septième saison est lancée devant 16,18 millions de téléspectateurs, soit près de 4 millions de téléspectateurs en moins par rapport au premier épisode de la sixième saison. Le départ progressif de David Duchovny provoque une baisse d’audience, qui s'accentue à partir du 14e épisode de cette saison. En effet, cet épisode est suivi par 11,92 millions de téléspectateurs seulement, signant la plus mauvaise audience de la série depuis la deuxième saison. Mais ce n’est qu’un début, puisque le 19e épisode de la saison réunit quant à lui 10,81 millions de téléspectateurs. La septième saison s’achève tout de même devant 15,26 millions de téléspectateurs, mais elle termine cette fois-ci 29e des séries les plus regardées aux États-Unis, avec une moyenne de 14,2 millions de téléspectateurs.
Le premier épisode de la huitième saison, Chasse à l'Homme 1/2, est diffusé devant 15,87 millions de téléspectateurs, ce qui constitue une audience plutôt solide étant données les circonstances. Cette saison introduit un nouveau personnage, John Doggett, ce qui donne un nouveau souffle à la série, mais ça ne suffit pas. En effet, cette saison marque également le départ quasi-définitif de David Duchovny : les fans boudent alors la série, et cette saison réalise une moyenne de 13,93 millions de téléspectateurs seulement, se classant 31e des séries les plus regardées sur le territoire américain.
Le premier épisode de la neuvième saison, Nouvelle Génération (1/2), est regardé par 10,6 millions de téléspectateurs et 6,86 millions de foyers seulement, le plus mauvais démarrage de la série. Après ça, la saison continue mais réalise des audiences catastrophiques. Le 9e épisode réalise la pire audience historique de la série avec 7,3 millions de téléspectateurs et 4,64 millions de foyers. Le double épisode final de la saison (à l'époque le final de la série) réunit 13,2 millions de téléspectateurs, soit 2,8 millions de plus que l’épisode précédent, qui en réunissait 10,4. Celle qui était alors l'ultime saison réalise une moyenne de 9,3 millions de téléspectateurs, soit la pire de la série à cette date, et termine 63e des séries les plus regardées aux États-Unis.
La saison 10 est diffusée aux États-Unis d’Amérique à partir du 24 janvier 2016, avec 8 millions de spectateurs en moyenne. Chris Carter justifie la baisse du succès parce qu’il « a fallu qu’on relance tout, après avoir été absent pendant 12 ans. Il y a eu une certaine ré-approche qui devait être accomplie. Un peu comme si de vieux amis se remettaient ensemble. Il a fallu qu’on évacue une certaine tension, une certaine rigidité ». Bien que l’audience ne constitue pas un record, le public répond suffisamment présent pour que la Fox décide de commander une nouvelle saison. Si Chris Carter reste confiant pour la saison 11, diffusée à partir de janvier 2018, le succès ne sera pourtant pas au rendez-vous.
En 2019, le PDG du groupe FOX Entertainment (Charlie Collier) annonce que sa société est « extrêmement fière » de ses propres franchises et qu’il « n’y a actuellement aucun projet autour de Prison Break ou de nos autres marques, mais quand les créateurs de ces séries jugeront le temps venu de mettre en chantier une suite, nous les accueillerons les bras ouverts ».

#### En France
La première saison diffusée sur M6 est peu suivie. Pendant l'été 1995, l'émission L'Odyssée de l'étrange, présentée par Jacques Pradel sur TF1, parle de l'extraterrestre de Roswell et popularise les thèses complotistes américaines en France, ce qui permet à la deuxième saison de rencontrer une réussite inattendue. Le succès se poursuit les saisons suivantes et font entrer le téléspectateur dans le monde du complot des puissants cyniques et des extraterrestres conquérants mais invisibles.

### Accueil critique
Pour la saison 10, la critique n'est pas des plus favorables. Le HuffPost n'a pas trouvé le résultat à la hauteur, et le site Sens Critique affirme que « si l’ambiance de la série demeure remarquablement préservée pour les fans de la première heure, la qualité de l’ensemble reste peu abordable et peinera probablement à convaincre de nouveaux publics », mais attribuera tout de même un 7/10 à l’ensemble. Le site Écran Large va même plus loin en désignant l’intrigue de l’ultime saison comme « un tour de passe-passe grossier, nullissime, que personne n’avait tenté depuis un twist resté historiquement impopulaire dans… Dallas ».
En 2018, sur son site, Allociné explique le manque d’intérêt pour ces deux dernières saisons par l’émergence d’Internet, des smartphones et de l’accès rapide aux informations, qui rendent « le travail d’enquête de terrain de Mulder et Scully beaucoup plus compliqué et moins efficace. Et plus besoin des deux agents du FBI pour pointer des complots du doigt, puisque n’importe qui peut aujourd’hui le faire […]. X-Files n’a pas réussi à aller au-delà et évoluer pour s’inscrire pleinement dans cette nouvelle époque ».

### Distinctions
Depuis 1994, la série a reçu plus de 140 nominations et 65 récompenses, ce qui en fait l’une des séries les plus récompensées au monde.
Parmi les plus prestigieuses, elle a reçu cinq Golden Globes et seize Emmy Awards.

#### Récompenses
ASCAP Awards et ASC Award
Source : IMDB
- 1996 : Meilleur montage sonore dans une série télévisée pour Mark Snow
- 1997 : Meilleur montage sonore dans une série télévisée pour Mark Snow
- 1998 : Meilleur montage sonore dans une série télévisée pour Mark Snow
- 1999 : Meilleur montage sonore dans une série télévisée pour Mark Snow
- 1999 : Meilleure réalisation dans une série télévisée pour Bill Roe dans l’épisode Poursuite (Drive)
- 2000 : Meilleure réalisation dans une série télévisée pour Bill Roe dans l’épisode Agua mala

Emmy Awards
Source : Emmy
- 1994 : Meilleur générique
- 1996 : Meilleur scénario de Darin Morgan pour l'épisode Voyance par procuration (Clyde Bruckman's Final Repose)
- 1996 : Meilleur acteur invité pour Peter Boyle dans l'épisode Voyance par procuration (Clyde Bruckman's Final Repose)
- 1996 : Meilleur montage sonore pour l'épisode Monstres d'utilité publique, partie 1 (Nisei)
- 1996 : Meilleur mixage sonore pour l'épisode Monstres d'utilité publique, partie 1 (731)
- 1996 : Meilleure photographie pour l'épisode Le Visage de l'horreur (Grotesque)
- 1997 : Meilleure actrice dans une série dramatique pour Gillian Anderson
- 1997 : Meilleurs décors pour l'épisode Journal de mort (Memento Mori)
- 1997 : Meilleur montage sonore pour l'épisode Tempus fugit - 1re partie (Tempus Fugit)
- 1998 : Meilleurs décors pour l'épisode Prométhée post-moderne (The Post-Modern Prometheus)
- 1998 : Meilleur montage (caméra unique) pour l'épisode Clic mortel (Kill Switch)
- 1999 : Meilleurs maquillages pour l'épisode Toute la vérité - 1re partie (Two Fathers) et Toute la vérité - 2e partie (One Son)
- 2000 : Meilleurs maquillages pour l'épisode Coup du sort (Theef)
- 2000 : Meilleur mixage sonore pour l'épisode Maitreya (First Person Shooter)
- 2000 : Meilleurs effets spéciaux visuels pour l'épisode Maitreya (First Person Shooter)
- 2001 : Meilleurs maquillages pour l'épisode Renaissances (Deadalive)

Golden Globes
Source : IMDB
- 1995 : Meilleure série dramatique
- 1997 : Meilleure série dramatique
- 1997 : Meilleur acteur dans une série dramatique pour David Duchovny
- 1997 : Meilleure actrice dans une série dramatique pour Gillian Anderson
- 1998 : Meilleure série dramatique

Aftonbladet TV Prize Awards (Suède)
Source : IMDB
- 1996 : Meilleure série étrangère
- 1997 : Meilleure série étrangère
- 1998 : Meilleure série étrangère

Saturn Awards
Source : Saturn
- 1995 : Meilleure série diffusée sur les réseaux nationaux
- 1997 : Meilleure actrice dans une série pour Gillian Anderson
- 1997 : Meilleure série diffusée sur les réseaux nationaux
- 1999 : Meilleure série diffusée sur les réseaux nationaux
- 2001 : Meilleur acteur dans une série pour Robert Patrick
- 2016 : Meilleure édition DVD d'un programme télévisé

Universe Reader's Choice Award
Source : IMDB
- 1995 : Meilleure série dramatique
- 1995 : Meilleurs scénaristes dans une série dramatique pour Glen Morgan et James Wong dans l’épisode La Main de l'enfer (Die Hand Die Verletzt)
- 1995 : Meilleure actrice dans une série dramatique pour Gillian Anderson
- 1995 : Meilleur acteur dans une série dramatique pour David Duchovny
- 1995 : Meilleure réalisateur dans une série dramatique pour Chris Carter dans l’épisode Duane Barry
- 1996 : Meilleur guest masculin dans une série dramatique pour Peter Boyle
- 1996 : Meilleure guest féminine dans une série dramatique pour Bobbie Phillips dans l’épisode La Guerre des coprophages

Autres récompenses
Source : IMDB
- EMA Award 1994 : Meilleure épisode dans une série dramatique pour l’épisode Quand vient la nuit (Darkness Falls)
- EMA Award 1995 : Meilleure épisode dans une série dramatique pour l’épisode Parole de singe (Fearful Symmetry)
- National Television Award 1996 : Acteur le plus populaire pour David Duchovny
- Satellite Award 1996 : Meilleure série dramatique
- Satellite Award 1996 : Meilleur acteur dans une série dramatique pour David Duchovny
- Screen Actors Guild Award 1996 : Meilleure actrice dans une série dramatique pour Gillian Anderson
- Peabody Award 1997 : Meilleure société de production pour la Ten Thirteen Productions et la 20th Century Fox Television
- Screen Actors Guild Award 1997 : Meilleure actrice dans une série dramatique pour Gillian Anderson
- SFX Award 1997 : Meilleure actrice de science-fiction en 1996 pour [Gillian Anderson
- Nova Awards (en) 1999 : Producteur de télévision le plus prometteur pour Chris Carter

#### Nominations
Saturn Awards
Source : IMDB
- 1994 : Meilleure série diffusée sur les réseaux nationaux
- 1997 : Meilleur acteur dans une série dramatique pour David Duchovny
- 1998 : Meilleure série diffusée sur les réseaux nationaux
- 1998 : Meilleur acteur dans une série dramatique pour David Duchovny
- 1998 : Meilleure actrice dans une série dramatique pour Gillian Anderson
- 1999 : Meilleur acteur dans une série dramatique pour David Duchovny
- 1999 : Meilleure actrice dans une série dramatique pour Gillian Anderson
- 2000 : Meilleure série diffusée sur les réseaux nationaux
- 2000 : Meilleure actrice dans une série dramatique pour Gillian Anderson
- 2001 : Meilleure série diffusée sur les réseaux nationaux
- 2001 : Meilleure actrice dans une série pour Gillian Anderson
- 2002 : Meilleure série diffusée sur les réseaux nationaux
- 2002 : Meilleur acteur dans une série pour Robert Patrick
- 2002 : Meilleure actrice dans une série pour Gillian Anderson
- 2002 : Meilleure actrice secondaire dans une série pour Annabeth Gish

## Analyse de la série

### Relation entre Mulder et Scully

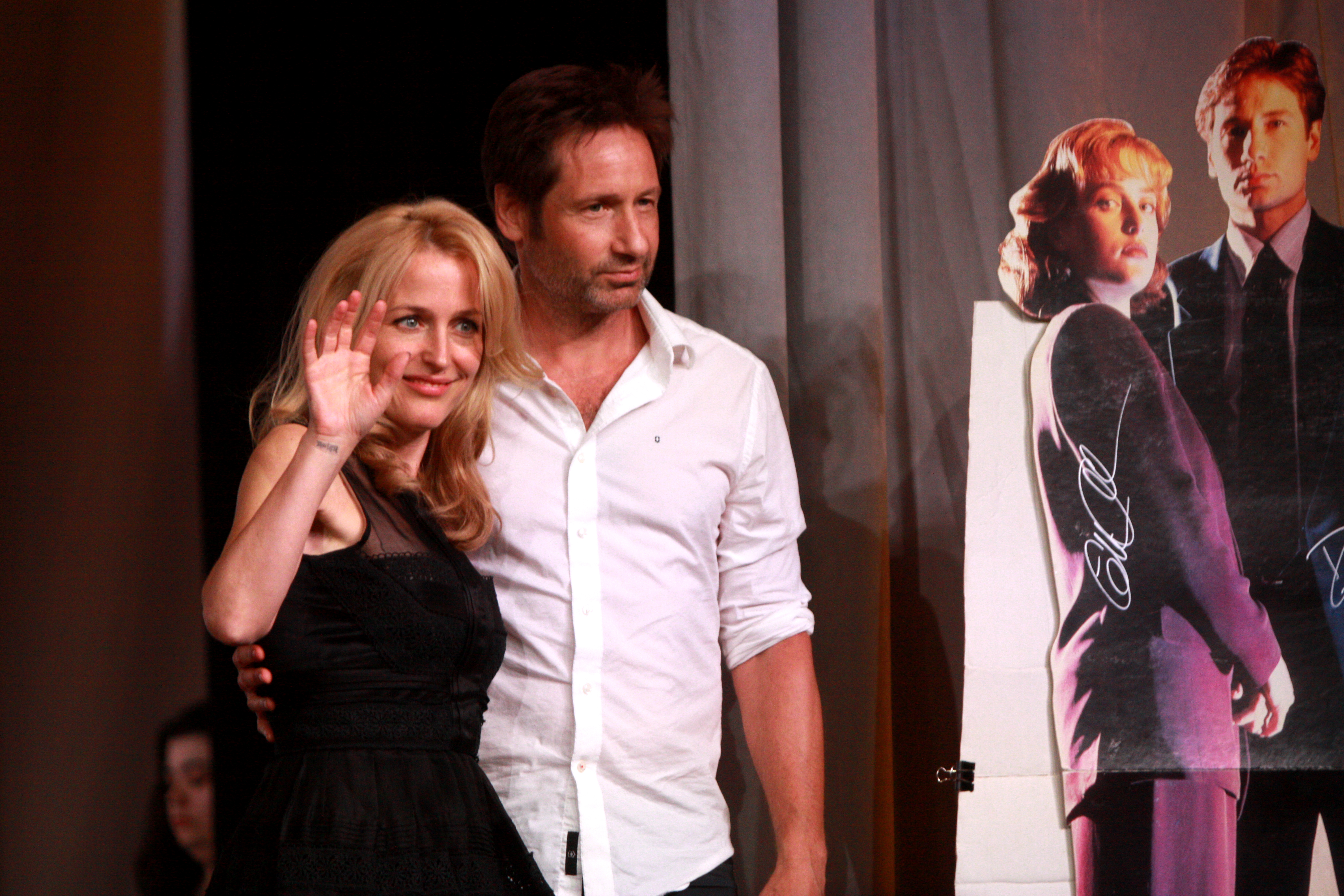
Les acteurs principaux au San Diego Comic-Con 2013, pour le de la série.

C'est le pilier sur lequel se fonde toute la série. Les deux personnages sont résolument opposés jusque dans les moindres détails. Fox Mulder est un homme imaginatif, intuitif et volontiers paranoïaque. Dana Scully est une scientifique, foncièrement rationnelle et sceptique. Les deux se rejoindront pourtant dans la passion qu'ils mettront à mener à bien leurs recherches au sein du département des affaires non classées et dans leur quête de la vérité.
Sur le plan personnel, les deux personnages sont tout aussi éloignés. Mulder, s'il a séduit de nombreuses femmes avant d'intégrer le service des affaires non classées, montre envers elles une absence de confiance. L'épisode Les Bandits solitaires, dont l'action se situe en 1989, suggère que Mulder a été marié. Il compense néanmoins l'absence de vie sociale et sexuelle en regardant des films pornographiques (Zone 51 - 1re partie) et en se réfugiant dans l'alcool (Combattre le futur).
Scully n'a pas de vie sentimentale, elle se concentre sur ses recherches scientifiques. Elle a cependant deux relations (Plus jamais). Elle témoigne de la jalousie envers les femmes flirtant avec Fox Mulder (L'Incendiaire, La Guerre des coprophages, Âmes damnées, Le Roi de la pluie, La Fin). Mulder quant à lui n’échappe pas à ce sentiment comme le prouvent certains épisodes (Plus jamais, Le shérif a les dents longues, À cœur perdu).
Dès le début de la série, les médias et le public souhaitaient voir exploitée la relation entre Mulder et Scully. Leur relation est, d'emblée, ambiguë, bien que ni l'un ni l'autre ne témoignent directement de sentiments ; il leur arrivera toutefois de se tenir la main, le bras ou de se prendre dans les bras. Une scène coupée de l'épisode Journal de mort montre les deux agents du FBI en train de s'embrasser. Dans le film The X-Files : Combattre le futur, la scène du baiser est avortée au moment où une abeille pique Scully. Enfin, elle est dupée par deux fois (La Queue du diable, Zone 51 - 2e partie), par des individus ayant pris l'apparence de Mulder, sans qu'ils parviennent à leur fin.
Préférant éviter le plus longtemps possible le piège d'une histoire banale commune à tant de séries ou de films, les auteurs ont ménagé le suspense jusqu'à la sixième saison, où une scène de baiser y est présentée (Triangle). Dans cet épisode, Mulder est pris au piège dans le triangle des Bermudes en essayant d'en savoir plus sur un navire de croisière britannique, le Queen Ann, perdu corps et biens en 1939. Il y embrasse pourtant une femme, jouée par Gillian Anderson, chargée de protéger un scientifique. Ce n'est donc pas, au sens strict, un baiser d'amour entre Mulder et Scully. Lors de la septième saison, les personnages s'embrassent dans l'épisode 4 (Millenium), puis Scully semble quitter une chambre où elle aurait couché avec Mulder au début de l'épisode 17 (Existences) et enfin Scully porte un enfant dans l'épisode 22 (Requiem). Lors de la huitième saison, il est révélé que le géniteur est Mulder (Per manum).
La concrétisation de leur union suscite un avis partagé entre l'aboutissement quasi inéluctable d'une histoire d'amitié vieille de sept ans et, d'autre part, la fin de cette relation spéciale, créant une complicité et une proximité fortes et mystérieuses.

### Motivations de Mulder et Scully
Les recherches de Fox Mulder sont motivées par la disparition de sa sœur Samantha Mulder à l'âge de huit ans. Le caractère paranormal de cet enlèvement forgera la conviction de l'agent Mulder selon laquelle sa jeune sœur a été enlevée par des extraterrestres. Après avoir mené de brillantes études en psychologie, il entrera au FBI. Le bureau ne sera pour lui que l'endroit où les moyens nécessaires à ses recherches seront à sa disposition. Au fil de ses enquêtes, il mettra au jour des indices concernant sa famille, le passé de ses parents étant également un puissant moteur de la recherche de l'agent Mulder.
De son côté, Dana Scully semble aboutir au FBI par hasard ou par goût du risque. Après avoir mené des études de médecine, elle délaisse l'exercice de sa pratique pour devenir l'agent Scully. Bien que les raisons de ce choix ne soient pas clairement expliquées, il semble qu'elles soient le résultat de l'opposition de la jeune femme à son père. En effet, le capitaine William Scully semble avoir lourdement influencé sa fille aînée, en particulier dans son parcours universitaire. La réorientation de cette jeune médecin fraîchement diplômée peut être interprétée comme un acte de rébellion envers l'identité paternelle. Mais rapidement, son enlèvement, l'assassinat de sa sœur Melissa Scully, la découverte d'un implant et plus tard sa lutte contre le cancer seront autant de motivations qui la pousseront toujours plus avant dans ses recherches.

### Conséquences
La série eut un tel succès qu'un certain nombre de personnes écrivirent au FBI pour savoir comment entrer aux affaires paranormales. Le bureau d'investigation répondait invariablement que cette division n'existait pas en son sein. C'est du moins ce qu'affirme le dossier spécial X-Files de DVDrama.
En France en 1997, deux vagues d'apparitions de lésions dermatologiques chez 107 des 2 000 élèves d'un établissement scolaire du Nord, ont été attribuées par les médecins de la DDASS et de la DRASS locales à un phénomène psychogénique de masse déclenché par la diffusion de la série.

#### L'impact de Scully, un personnage féminin rare pour la télévision
« À l’époque où Scully a débarqué sur les écrans, on ne voyait pas ce genre de femmes à la télévision : un personnage féminin sûre d'elle, respectée par son collègue masculin. Bon nombre de filles se sont retrouvées dans ce personnage. »
— Gillian Anderson, The Scully Effect,

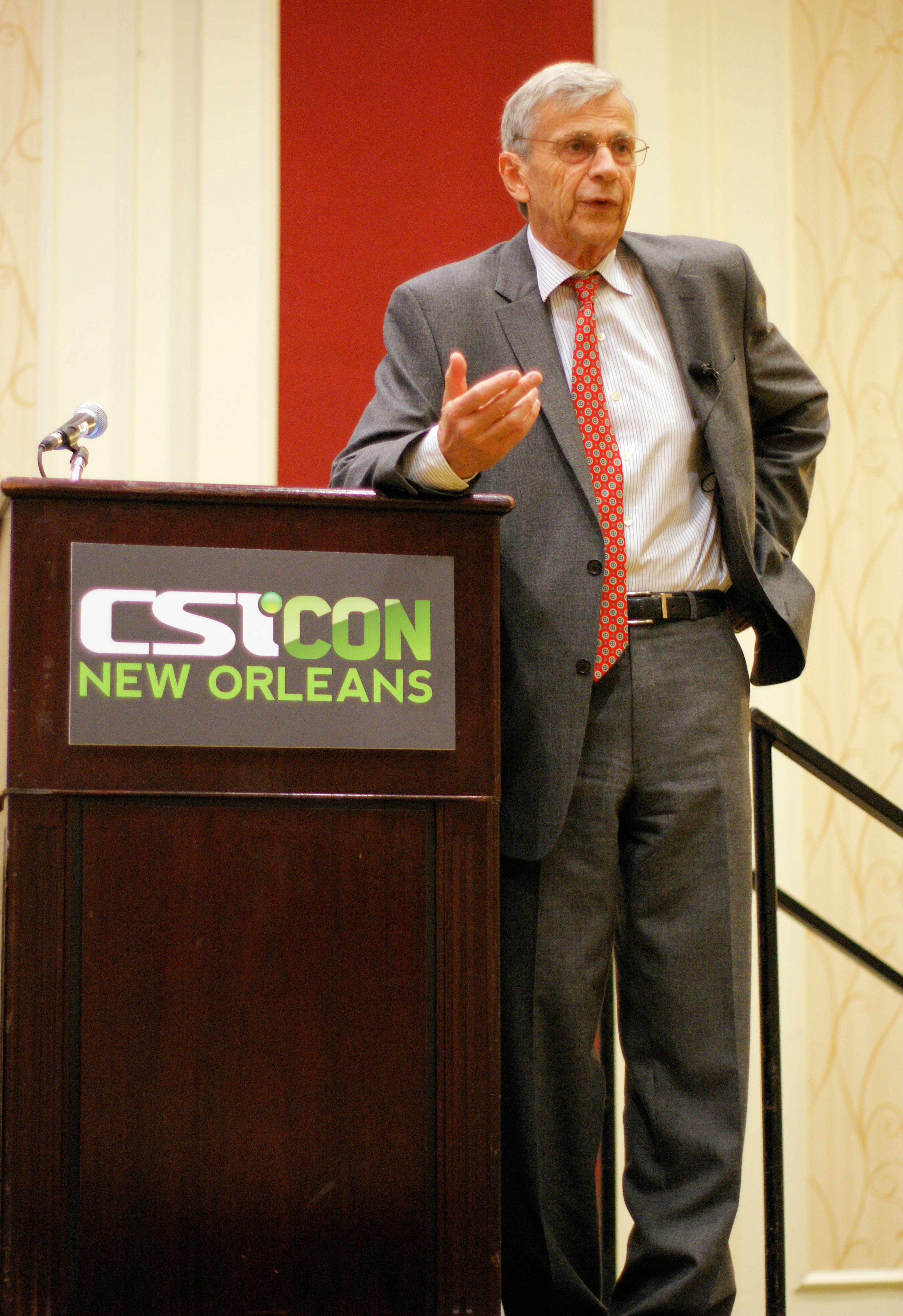
William B. Davis en 2011, durant la conférence de la Committee for Skeptical Inquiry.

En 2018, l'institut Geena Davis Institute on Gender in Media (en) s'est interrogé sur « L'effet Scully ». Sur 2 021 femmes américaines âgées d'au moins 25 ans, dont 49 % suivaient un parcours scientifique ou avaient occupé un poste scientifique, deux groupes ont été composés : celles ayant regardé plus de huit épisodes (39 %) et celles qui en ont regardé moins de huit (61 %).Les premières sont 28 % à estimer que le personnage les a encouragées à étudier les sciences contre 22 %. Elles sont également 24 % contre 16 % à estimer que le personnage les a encouragées à y travailler.

#### William B. Davis et le scepticisme
L'acteur William B. Davis, interprète de l'homme à la cigarette, a par la suite utilisé son image afin de donner des conférences sur le scepticisme durant divers évènements, dont pour la conférence CSICon (en) de la Committee for Skeptical Inquiry.

#### Influences

##### Clins d’œil de la part d'autres œuvres
Pendant la diffusion de la série, ou même près de dix ans après son arrêt, plusieurs séries rendent hommage à X-Files, en insérant dans un ou plusieurs épisodes ce qu’on appelle des clins d’œil. En voici une liste non exhaustive :
- Dans le 1er épisode de la saison 2 de la série Fringe, on peut dénombrer deux clins d'œil en référence à X-Files. On peut en effet apercevoir Mulder et Scully sur l’écran de télévision d'un appartement et un peu plus tard, quand Broyles, le chef de la division Fringe, se retrouve devant une commission du même genre que celles qu'ont subies plusieurs fois Mulder et Scully[85]. Au cours de cet entretien, Broyles s'entend dire que l'ancien Bureau des Affaires Non Classées, tout comme cette section d'enquête, alourdissent inutilement le budget fédéral depuis maintenant plus d'un demi-siècle et qu'il est temps d'arrêter les frais.
- Dans le 11e épisode de la saison 5 de la série Bones, dont le titre est The X in the File[86], on peut également dénombrer deux clins d’œil. La sonnerie du téléphone de la victime correspond à la musique du générique d’ouverture de la série et l’acteur Dean Haglund, qui interprétait Richard « Ringo » Langly dans X-Files : Aux frontières du réel, apparaît dans l’épisode[87].
- Dans le 10e épisode de la saison 8 de la série Les Simpson, dont le titre français est Aux frontières du réel (The Springfield Files en VO)[88], Homer déclare à tout le monde qu'il a vu un extraterrestre. C'est alors qu’interviennent les agents Fox Mulder et Dana Scully. Ils l'interrogent sur ce qu'il a vu et l'emmènent faire des tests. Les acteurs de la série ont exceptionnellement posé leur voix pour leur personnage. Mais il y a d’autres références à la série et aux personnages dans cet épisode, comme le badge du FBI que présente Mulder lorsqu’il se présente, où on peut apercevoir une photo de Mulder en slip : c'est une référence à une scène d’un des épisodes de la série, où il est en slip. Enfin, dans la scène où Scully fait passer Homer au détecteur de mensonges, on peut y voir en arrière-plan l'homme à la cigarette.
- Dans le dixième épisode de la saison 4 de Californication, lorsque Hank (David Duchovny) finit de se préparer pour aller au tribunal, Karen lui dit : « Tu es bien habillé » et il répond en disant : « Je ressemble à un putain d'agent du FBI », faisant référence à Fox Mulder[89].
- Dans l'épisode 23 de la saison 4 de Family Guy, Brian et Stewie ont rendez-vous la nuit dans un parking avec un informateur secret nommé : « Gorge profonde ».
- Le deuxième épisode de la troisième saison de Dr House s'intitule « La vérité est ailleurs » et confronte House a un jeune enfant persuadé d'être victime d'enlèvement par des extra-terrestres. Plus tard, on découvre ce qui pourrait être une puce à la base de son cou.
- Dans Supernatural, les frères Winchester, poursuivant les phénomènes paranormaux, se font passer régulièrement pour des agents du FBI afin de pouvoir mener leurs enquêtes. Dans la saison 1, lors de leurs apparition sur une scène de crime, ils se présentent comme les agents Mulder et Scully. Le générique de l'épisode 9 de la saison 6, Rencontres du troisième type, fait référence à celui de la série X-Files en reprenant les codes graphiques de la série.
- Le Dragon Magazine no 238 donne la description et les caractéristiques de deux personnages qui parodient Mulder et Scully, à savoir « Vanyard The Fox », investigateur, et sa partenaire « Danna the Skull », nécromancienne, selon le système de règle AD&D2.
- Dans l'épisode 20 de la saison 2 de BEN10: Ultimate Alien, les trois principaux protagonistes arrivent sur une grande plateforme de déchets en plein milieu de la mer. Ils y rencontrent deux agents, Locke et Bricen, dont la description se rapproche énormément de celle de Mulder et Scully. De la même façon, Kevin fait allusion juste après aux X-Files, en disant que leur situation fait « comme dans cette série avec deux agents qui enquêtent sur des trucs bizarres ».
- Dans l’épisode 8 de La Famille Pirate, les agents Sculler et Mouldi enquêtent sur le vol de la statue de Max Turtle.
- Dans la série télévisée d'animation germano-australienne La Brigade des contes de fées, l'un des personnages principaux, l'inspecteur Chris Andersen, fait référence au second protagoniste de X-Files. En effet, l'inspecteur Andersen, jolie fille rousse flamboyante mais qui sait faire preuve de courage et assoiffée d'aventures, dont le nom évoque aussi celui de Gillian Anderson, l'actrice jouant le rôle de l'agent Scully, lui ressemble tant physiquement que mentalement[90].
- Dans l'épisode 6 de la saison 1 de Corneil et Bernie, on peut voir, vers la fin de l'épisode, deux agents du FBI Agent Bully et Spulder avec le son du générique en fond.
- Dans l'épisode 4 de la saison 4 d'Hé Arnold ! intitulé Jamie O est amoureux, Arnold et Gérald regardent le dernier épisode de Z-Files et l'on peut apercevoir deux agents du FBI ainsi qu'un alien.
- Dans l'épisode Dans le collimateur du FBI ! de la série The Big Bang Theory, Leonard qui est interrogé dans son labo par l'agent du FBI Page (interprétée par Eliza Dushku), la compare à Scully. Cependant, il reste le seul des deux à comprendre cette référence.
- En tant que références populaires répandues, la série ainsi que ses protagonistes ont souvent été mentionnés ou parodiés dans des sagas audio, notamment dans certains épisodes des célèbres monos humoristiques francophones Les Deux Minutes du peuple de François Pérusse, ou encore la saga (parodique de la série) Les affaires pas très normales de Welf et Lili.
- Dans l'épisode 16 Dernier Soupir de la saison 13 de la série Esprits Criminels, deux agents du FBI partenaires passent devant le Dr Tara Lewis : un homme croyant au paranormal et une femme rousse chrétienne.
- Dans Timeless, épisode 8, saison 1, le personnage Wyatt Logan, joue un agent du FBI prénommé : Mulder.
- Dans l'épisode 9 de la saison 3 de la série Castle, intitulé Close Encounters of the Murderous Kind, littéralement Rencontres du meurtre type, on retrouve de multiples références à la série X-Files : l'homme à la cigarette, l'implantation d'une puce, le temps qui disparaît[réf. nécessaire] ou l'enlèvement par des extraterrestres[91]. L'acteur Lance Henriksen, invité dans cet épisode, a tenu le rôle principal de la série Millenium, créée par Chris Carter[91].

## Produits dérivés

### Films

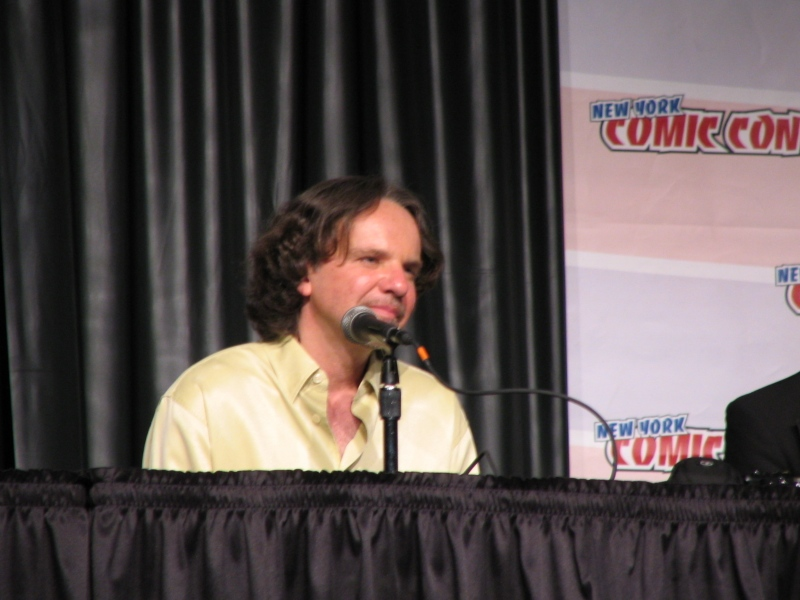
Frank Spotnitz, scénariste des films The X-Files.

#### The X-Files, le film
The X-Files, le film, sorti en 1998, est une adaptation de Rob Bowman (script de Chris Carter et Frank Spotnitz) avec David Duchovny et Gillian Anderson. L'histoire du film est liée à la mythologie de la série, puisque l'intrigue s'articule autour du complot et de la colonisation à venir de la Terre. Elle concerne particulièrement la mystérieuse huile noire. Au niveau chronologique, l'histoire prend place entre la cinquième et la sixième saison. Pour un budget de production de 66 millions de dollars, The X-Files, le film rapporta 189 millions aux box office, dont 105 à l’international.

#### X-Files: Régénération

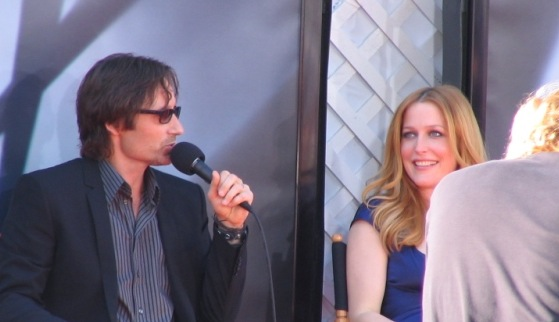
David Duchovny et Gillian Anderson à la première de The X-Files : Régénération.

X-Files : Régénération, sorti en 2008, est une adaptation de Chris Carter (script de Chris Carter et Frank Spotnitz). Plus de cinq ans après la fin de la série télévisée et malgré le passé, le FBI reprend contact avec Fox Mulder et Dana Scully afin de résoudre une affaire non classée concernant un agent disparu. Ce film traite davantage de la relation complexe entre Mulder et Scully et se focalise sur ce couple, plutôt que d'être un retour aux sources. Le film a été accueilli plutôt tièdement par le public et la critique.

### Séries dérivées
La série de 67 épisodes Millennium, diffusée entre 1996 et 1999, se déroule dans le même univers que celui de la série.
En mars 2001, la Fox débute la diffusion du dérivé The Lone Gunmen, qui est centré sur le trio de personnages John Fitzgerald Byers, Melvin Frohike et Richard « Ringo » Langly, déjà apparus dans la série. La série est rapidement annulée et ne connait qu'une saison de 13 épisodes.

### Fictions audio
En avril 2017, une série audio disponible à partir de juillet de la même année sur le site Audible.com est annoncée. Basée sur les comics (en) de Joe Harris (en), Cold Cases se déroule entre le film I Want to Believe et la dixième saison.
La suite, Stolen Lives, est disponible à partir d'octobre de la même année.

### Jeux et jouets

#### Jeux de société
- X-Files CCG, sorti en 1996, est un jeu de cartes à collectionner pour deux personnes avec une moyenne de 60 minutes par partie[100].
- X-Files Le Jeu Paranormal est un jeu de société basé sur les trois premières saisons de la série télévisée et sorti en 1997[101].
- The X-Files, sorti le 20 janvier 2015, est un jeu de société de Kevin Wilson, édité par IDW Games[102]. Dans ce jeu semi-coopératif, 1 à 4 joueurs incarnent Mulder, Scully et l'équipe des X-Files qui enquêtent sur des affaires non résolues impliquant des phénomènes paranormaux et une conspiration mondiale, tandis que face à eux, un joueur contrôle l'homme à la cigarette et son réseau de l'ombre. Une extension, Trust no one, est sortie le 20 février 2016[103].

#### Jeux vidéo
- Le jeu d'aventure The X-Files, le jeu, sorti en 1998.
- Le jeu de survival horror The X-Files: Resist or Serve, sorti en 2004.

#### Jeux d'arcade
- Le flipper de la série, créé par Rob Hurtado et Morgan Weistling, a été fabriqué par la société américaine Sega Pinball et commercialisé en septembre 1997[104].

### VHS, DVD et Blu-ray
Entre chaque diffusion américaine et française des saisons de X-Files, des compilations d'épisodes appartenant à la mythologie de la série ont été éditées par 20th Century Fox Home Entertainment sous la forme de dossiers ou longs-métrages vidéo (VHS et DVD). Par ailleurs, The X-Files : Combattre le futur est disponible dans ces formats, ainsi qu'en LaserDisc.
Dossiers et longs métrages vidéo
1. Le Dossier secret (Anasazi, Le Chemin de la bénédiction et Opération presse-papiers)
2. Tooms (Compressions et Le Retour de Tooms)
3. Enlèvement (Duane Barry parties 1 et 2, et Coma)
4. La Colonie (La Colonie parties 1 et 2)
5. 82517 (Monstres d'utilité publique parties 1 et 2)
6. Le Projet (Anagramme et Tout ne doit pas mourir)
7. Tunguska (Tunguska parties 1 et 2)
8. Tempus fugit (Tempus fugit parties 1 et 2)
9. Redux (Le Baiser de Judas, Le Complot et La Voie de la vérité)
10. Emily (Emily parties 1 et 2)

hors-série : L’Épave (L’Épave parties 1 et 2)
1. Patient X (Patient X parties 1 et 2)
2. La Fin
3. Dreamland (Zone 51 parties 1 et 2)
4. Un fils (Toute la vérité parties 1 et 2)
5. La 6e Extinction (Biogenèse et La Sixième Extinction parties 1 et 2)
6. Clôture (Délivrance parties 1 et 2)
7. Requiem (Requiem et Chasse à l’homme parties 1 et 2)
8. Deadalive (Espérance et Renaissances)
9. Existence (Essence parties 1 et 2)
10. R.A.S (Nouvelle Génération parties 1 et 2)
11. Providence (La Prophétie parties 1 et 2)
12. La Vérité (William et La vérité est ici parties 1 et 2)

hors-série : Le Baiser (Millennium)
Du fait de l'arrivée du DVD au début des années 2000, la neuvième saison de X-FIles n'est jamais sortie en coffret VHS mais uniquement sous le format coffret DVD.
En plus des coffrets individuels par saison et des coffrets Intégrale (un coffret avec toute la série des saisons 1 à 9), X-Files : Aux frontières du réel existe également sous la forme d'une collection kiosque aux éditions Atlas. Cette collection était constituée d'un DVD comprenant en général quatre épisodes envoyé régulièrement à l'abonné. Cinq livres comprenant les résumés de chaque épisode, les secrets de la mythologie de la série et des articles sur des réalités ayant inspiré la série, ainsi que des coffrets de rangement pour les DVD, venaient compléter la collection. Les deux premiers DVD pouvaient être achetés en kiosque, tandis que les suivants pouvaient être commandés sur abonnement.
20th Century Fox Home Entertainment édita en Blu-ray, à partir de décembre 2008, une version director's cut du second film, X-Files : Régénération qui exploita la technologie BD-Live, ainsi qu'une réédition du premier film The X-Files : Combattre le futur.
20th Century Fox Home Entertainment a édité une intégrale en coffret 55 blu-ray le 8 décembre 2015 aux États-Unis et en France, avec près de 23 heures de bonus (déjà présents dans les éditions DVD). Le ratio image est en 16/9 Full HD en audio français et anglais 5.1 avec sous-titres intégrés.
| Saison | Saison | Épisodes | Disques | Diffusion   | Sortie DVD       | Sortie DVD        | Sortie DVD       |
| Saison | Saison | Épisodes | Disques | Diffusion   | Zone 1           | Zone 2            | Zone 4           |
| ------ | ------ | -------- | ------- | ----------- | ---------------- | ----------------- | ---------------- |
|        | 1      | 24       | 7       | 1993 – 1994 | 9 mai 2000       | 6 novembre 2000   | 22 novembre 2000 |
|        | 2      | 25       | 7       | 1994 – 1995 | 28 novembre 2000 | 30 avril 2001     | 20 avril 2001    |
|        | 3      | 24       | 7       | 1995 – 1996 | 8 mai 2001       | 26 novembre 2001  | 12 novembre 2001 |
|        | 4      | 24       | 7       | 1996 – 1997 | 13 novembre 2001 | 22 avril 2002     | 24 avril 2002    |
|        | 5      | 20       | 6       | 1997 – 1998 | 14 mai 2002      | 14 octobre 2002   | 11 novembre 2002 |
|        | 6      | 22       | 6       | 1998 – 1999 | 5 novembre 2002  | 17 mars 2003      | 13 mai 2003      |
|        | 7      | 22       | 6       | 1999 – 2000 | 13 mai 2003      | 22 septembre 2003 | 20 octobre 2003  |
|        | 8      | 21       | 6       | 2000 – 2001 | 4 novembre 2003  | 14 mars 2004      | 14 avril 2004    |
|        | 9      | 20       | 7       | 2001 – 2002 | 11 mai 2004      | 7 juin 2004       | 27 juillet 2004  |
|        | 10     | 6        | 3       | 2016        | 14 juin 2016     | 15 juin 2016      |                  |

### X Files le magazine officiel (France)
Un magazine publié par les Éditions de Tournon S.A. sort en France à partir de décembre 1996 jusqu'en juillet 1998. Vingt numéros de 64 pages au total sont publiés, ainsi que cinq hors-séries et deux numéros spéciaux. Chaque numéro présente des infos, interviews et dossiers sur la série. Une bande dessinée paraît également dans ce magazine, dont voici la liste complète des aventures :
- Numéros mensuels :

1. Ne pas ouvrir avant Noël (Not to be opened before Christmas) Scénario : Stefan Petrucha (en) - Dessins : Charles Adlard (25 pages)
2. Fragments du passé (A Dismembrance of Things Past Part one) Scénario : Stefan Petrucha - Dessins : Charles Adlard (24 pages)
3. Rêve du passé (A Dismembrance of Things Past Part two) Scénario : Stefan Petrucha - Dessins : Charles Adlard (24 pages)
4. Le troisième œil (Trepanning Opera) Scénario : Stefan Petrucha - Dessins : Charles Adlard (22 pages)
5. Eva (1) (Hallow Eve Part one) Scénario : Stefan Petrucha - Dessins : Charles Adlard (22 pages)
6. Eva (2) (Hallow Eve Part two) Scénario : Stefan Petrucha - Dessins : Charles Adlard](20 pages)
7. Les silencieuses Cités de l'esprit (1) (Silent Cities of the Mind Part one) Scénario : Stefan Petrucha - Dessins : Charles Adlard (21 pages)
8. Les silencieuses Cités de l'esprit (2) (Silent Cities of the Mind Part two) Scénario : Stefan Petrucha - Dessins : Charles Adlard (21 pages)
9. Poupées Russes (Wheels within Wheels) Scénario : Stefan Petrucha - Dessins : Charles Adlard (22 pages)
10. Approcher l'éternité (The Ancient Days) Scénario : Stefan Petrucha - Dessins : Charles Adlard (21 pages)
11. Le cauchemar (The Nightmare of History) Scénario : Stefan Petrucha - Dessins : Charles Adlard (22 pages)
12. Les jeux sont faits (One Player Only) Scénario : Stefan Petrucha - Dessins : Charles Adlard (22 pages)
13. Crash (Crash) Scénario : Stefan Petrucha - Dessins : Charles Adlard (24 pages)
14. La maison des braves, le nouveau monde (Home of the Brave - The New World) Scénario : Stefan Petrucha - Dessins : Charles Adlard (22 pages)
15. La maison des braves, droit de possession (Home of the Brave - A Question of Ownership) Scénario : Stefan Petrucha - Dessins : Charles Adlard (22 pages)
16. Vers le vide (Thin Air) Scénario : John Rozum - Dessins : Gordon Purcell (24 pages)
17. Lumières dans la nuit (1) (Night Lights Part one) Scénario : John Rozum - Dessins : Charles Adlard (22 pages)
18. Lumières dans la nuit (2) (Night Lights Part two) Scénario : John Rozum - Dessins : Charles Adlard (22 pages)
19. Gobelins (Crop Duster) Scénario : John Rozum - Dessins : Alexander Saviuk (22 pages)
20. Dernier vol (After Flight) Scénario : Stefan Petrucha - Dessins : Jill Thompson et Alexander Saviuk (22 pages)

- Numéros Spéciaux Trimestriels Dossiers spéciaux :

1. Souvenir d'oubliette : numéro spécial de 32 pages décortiquant séquences par séquences l'épisode censuré en France.
2. FBI confidentiel : numéro spécial de 34 pages sur le rôle du FBI dans les crises américaines sous la direction de Hoover entre 1924 et 1972. Un poster de Skinner en prime dans ce numéro.

- Numéros hors-série :

1. L'homme à la cigarette : numéro de 36 pages sur la conspiration.

1. Les monstres de la série : numéro de 36 pages sur les monstres des loners ainsi qu'un dossier des monstres au cinéma. Une carte postale en prime dans ce numéro.
2. La carte de la série (2bis) : numéro spécial avec la carte où se situe l'action des épisodes de la saison 1 à 3 avec un guide complet des histoires.
3. Spécial BD : L'oiseau de feu : numéro de 66 pages contenant trois histoires (La complainte de KKobka, Crescit Eundo, La conjuration du silence) sur un scénario de Stefan Petrucha et des dessins de Charles Adlard.
4. Les 50 meilleurs scénarios pour la fin : numéro de 33 pages avec des scénarios écrits par les fans pour la fin de la série. Un calendrier X Files en prime dans ce numéro.

Ce magazine n'est autre que la version française du magazine américain, qui lui sera publié jusqu'au numéro 50.

### Bande originale, musique de film
La musique de la série et des films est signée Mark Snow. Plusieurs CD sont sortis :
- 1996 : Songs in the Key of X (compilation de chansons et musiques d'artistes divers inspirés ou tirés de la série)
- 1996 : The Truth and the Light: Music From the X-Files - Music by Mark Snow, Word by Chris Carter (musiques et dialogues tirés des trois premières saisons).
- 1998 : The X-Files: Fight the Future - Original Motion Picture Score by Mark Snow (bande originale du premier film)
- 1998 : The X-Files: The Album - Fight the Future (compilation de chansons et musiques d'artistes divers inspirés ou tirés du premier film)
- 25 juillet 2008 : The X-Files : I want to believe - Original Motion Picture Score by Mark Snow (bande originale du film X-files : Régénération - titre original : I want to believe)
- 10 mai 2011 : The X-Files : Vol. One limited edition (4-CD BOX SET) by Mark Snow volume 1 de toutes les musiques de la série par Mark Snow limité à 3 000 exemplaires (les premiers exemplaires dédicacés sont déjà épuisés) le coffret est disponible à la vente sur le site u.s lalalandrecords.com le second volume est prévu en 2012.

### Romans inédits et mise en romans
Des épisodes des premières saisons ont été adaptés en romans (en France aux éditions J'ai lu) par Les Martin, Ellen Steiber, Neal Shusterman, Garth Nix, Eric Elfman et Everett Owens.
1. Nous ne sommes pas seuls (J’ai lu no 4344)
2. Quand vient la nuit…
3. Parole de singe
4. Compressions
5. Faux frères siamois
6. Métamorphoses
7. Mauvais Sang
8. Coup de foudre
9. Entité biologique extraterrestre
10. La Guerre des coprophages
11. Les Calusari
12. Ève
13. Âmes damnées
14. Une petite ville tranquille
15. Souvenir d’oubliette
16. Mystère vaudou
17. Autosuggestion
18. L’Hôte
19. La règle du jeu
20. Ombre mortelle
21. L'ombre de la mort
22. Un fantôme dans l'ordinateur
23. Contamination
24. Régénérations
25. Le visage de l'horreur
26. Les hurleurs

D’autres romans reprennent l'univers, mais avec une intrigue originale.
1. Charles Grant : Les Gobelins, J’ai lu no 4099  (ISBN 2-2772-4099-0)
2. Charles Grant : Tornade, J’ai lu no 4239  (ISBN 2-2772-4239-X)
3. Kevin Anderson : Point zéro, J’ai lu no 4252  (ISBN 2-2900-4252-8)
4. Kevin Anderson : Ruines, J’ai lu no 4363  (ISBN 2-2900-4363-X)
5. Kevin Anderson : Anticorps, J’ai lu no 4943  (ISBN 2-2900-4943-3)
6. Ben Mezrich : Peau, J’ai lu no 5466,  (ISBN 2-2903-0171-X)
7. The X-Files – Le film, novélisation du premier film
8. The X-Files – Régénération, novélisation du deuxième film (éditions Bragelonne)

Les dossiers des acteurs :
- Paul Mitchell : Dossier David Duchovny (J’ai lu no 4572, 1999)
- Marc Shapiro : Dossier Gillian Anderson (J’ai lu, 1999)

Une collection de guides officiels :
1. Brian Lowry (trad. de l'anglais par Patrick Marcel), La vérité est ailleurs : Aux frontières du réel, le guide officiel [« The Truth is out there: The Official Guide to The X-Files »], Paris, La Martingale, 1996, 303 p. (ISBN 2-277-37068-1)
2. Brian Lowry (trad. de l'anglais par Patrick Marcel), Aux frontières du réel, troisième saison [« Trust no one: The Official Third Season Guide to The X-Files »], Paris, La Martingale, 1997, 287 p. (ISBN 2-277-37075-4)
3. Andy Meisler (trad. de l'anglais par Marie-Catherine Caillava), Je veux croire : Aux frontières du réel, quatrième saison [« The Official Guide to The X-Files: I want to believe »], Paris, Éditions 84, 1998, 379 p. (ISBN 2-277-25030-9)
4. Andy Meisler (trad. de l'anglais par Benoît Domis et Daniel Conrad), Résister ou servir : Le Guide officiel des X-Files, cinquième saison [« Resist or serve »], Pantin, Naturellement, 1999, 448 p. (ISBN 2-910370-76-3)
5. Andy Meisler, The End and the Beginning (saison 6)
6. Marc Shapiro, All Things (saison 7)

### Comics
- The X-Files (comics) (en) parus chez Topps Comics, 1995-1998 — republiés en recueils chez IDW Publishing, 2016
- The X-Files : Les nouvelles affaires non classées (en) par Joe Harris
- The X-Files Season 11 (en) par Joe Harris